# Lista över fornlämningar i Kalmar kommun
Lista över fornlämningar i Kalmar kommun är en förteckning av ett urval av de fornlämningar som finns i Kalmar Län

## Arby
| Namn                  | Lämningstyp                 | Tillkomsttid | Historisk indelning | Plats      | Läge                 | ID-nr          | Bild                                      |
| --------------------- | --------------------------- | ------------ | ------------------- | ---------- | -------------------- | -------------- | ----------------------------------------- |
| Arby 1:1              | Stensättning                |              | Arby, Småland       |            | 56.583747, 16.132623 | 10078600010001 | Ladda upp en bild av detta fornminne      |
| Arby 2:1              | Stensättning                |              | Arby, Småland       |            | 56.580674, 16.125529 | 10078600020001 | Ladda upp en bild av detta fornminne      |
| Arby 3:1              | Stensättning                |              | Arby, Småland       |            | 56.580999, 16.124945 | 10078600030001 | Ladda upp en bild av detta fornminne      |
| Drakaröret (Arby 4:1) | Röse                        |              | Arby, Småland       |            | 56.582928, 16.122300 | 10078600040001 | Ladda upp en bild av detta fornminne      |
| Drakaröret (Arby 4:2) | Stensättning                |              | Arby, Småland       |            | 56.582783, 16.122495 | 10078600040002 | Ladda upp en bild av detta fornminne      |
| Drakaröret (Arby 4:3) | Stensättning                |              | Arby, Småland       |            | 56.582854, 16.122625 | 10078600040003 | Ladda upp en bild av detta fornminne      |
| Drakaröret (Arby 4:4) | Stensättning                |              | Arby, Småland       |            | 56.583097, 16.122431 | 10078600040004 | Ladda upp en bild av detta fornminne      |
| Arby 5:1              | Stensättning                |              | Arby, Småland       |            | 56.583449, 16.122107 | 10078600050001 | Ladda upp en bild av detta fornminne      |
| Arby 6:1              | Hög                         |              | Arby, Småland       |            | 56.585444, 16.122748 | 10078600060001 | Ladda upp en bild av detta fornminne      |
| Arby 6:2              | Stensättning                |              | Arby, Småland       |            | 56.585400, 16.122195 | 10078600060002 | Ladda upp en bild av detta fornminne      |
| Arby 7:1              | Röse                        |              | Arby, Småland       |            | 56.584514, 16.118775 | 10078600070001 | Ladda upp en bild av detta fornminne      |
| Arby 8:2              | Stensättning                |              | Arby, Småland       |            | 56.581707, 16.118770 | 10078600080002 | Ladda upp en bild av detta fornminne      |
| Arby 8:3              | Grav markerad av sten/block |              | Arby, Småland       |            | 56.581594, 16.118763 | 10078600080003 | Ladda upp en bild av detta fornminne      |
| Arby 8:4              | Hällristning                |              | Arby, Småland       |            | 56.581562, 16.118260 | 10078600080004 | Ladda upp en bild av detta fornminne      |
| Arby 8:5              | Hällristning                |              | Arby, Småland       |            | 56.581661, 16.118300 | 10078600080005 | Ladda upp en bild av detta fornminne      |
| Arby 8:6              | Hällristning                |              | Arby, Småland       |            | 56.581747, 16.118969 | 10078600080006 | Ladda upp en bild av detta fornminne      |
| Arby 8:7              | Hällristning                |              | Arby, Småland       |            | 56.582163, 16.118628 | 10078600080007 | Ladda upp en bild av detta fornminne      |
| Arby 8:8              | Hällristning                |              | Arby, Småland       |            | 56.582058, 16.118614 | 10078600080008 | Ladda upp en bild av detta fornminne      |
| Arby 12:1             | Stensättning                |              | Arby, Småland       |            | 56.580341, 16.126065 | 10078600120001 | Ladda upp en bild av detta fornminne      |
| Arby 13:1             | Gravfält                    |              | Arby, Småland       |            | 56.581783, 16.136574 | 10078600130001 | Ladda upp en bild av detta fornminne      |
| Arby 14:1             | Stensättning                |              | Arby, Småland       |            | 56.579999, 16.138850 | 10078600140001 | Ladda upp en bild av detta fornminne      |
| Arby 15:1             | Stensättning                |              | Arby, Småland       |            | 56.579636, 16.140599 | 10078600150001 | Ladda upp en bild av detta fornminne      |
| Arby 16:1             | Hällristning                |              | Arby, Småland       |            | 56.574738, 16.131716 | 10078600160001 | Ladda upp en bild av detta fornminne      |
| Arby 16:2             | Hällristning                |              | Arby, Småland       |            | 56.574935, 16.131490 | 10078600160002 | Ladda upp en bild av detta fornminne      |
| Arby 18:1             | Stensättning                |              | Arby, Småland       |            | 56.576239, 16.126652 | 10078600180001 | Ladda upp en bild av detta fornminne      |
| Arby 18:2             | Stensättning                |              | Arby, Småland       |            | 56.576095, 16.126717 | 10078600180002 | Ladda upp en bild av detta fornminne      |
| Arby 20:1             | Gravfält                    |              | Arby, Småland       |            | 56.578866, 16.134152 | 10078600200001 | Ladda upp en bild av detta fornminne      |
| Arby 21:1             | Gravfält                    |              | Arby, Småland       |            | 56.576173, 16.140591 | 10078600210001 | Ladda upp en bild av detta fornminne      |
| Arby 23:1             | Stensättning                |              | Arby, Småland       |            | 56.574123, 16.143490 | 10078600230001 | Ladda upp en bild av detta fornminne      |
| Arby 23:2             | Hällristning                |              | Arby, Småland       |            | 56.574075, 16.143696 | 10078600230002 | Ladda upp en bild av detta fornminne      |
| Arby 24:1             | Hällristning                |              | Arby, Småland       |            | 56.569914, 16.136442 | 10078600240001 | Ladda upp en bild av detta fornminne      |
| Arby 25:1             | Hög                         |              | Arby, Småland       |            | 56.565044, 16.139299 | 10078600250001 | Ladda upp en bild av detta fornminne      |
| Arby 25:2             | Grav markerad av sten/block |              | Arby, Småland       |            | 56.564848, 16.139122 | 10078600250002 | Ladda upp en bild av detta fornminne      |
| Arby 26:1             | Hällristning                |              | Arby, Småland       |            | 56.576804, 16.130374 | 10078600260001 | Ladda upp en bild av detta fornminne      |
| Drakarör (Arby 27:1)  | Gravfält                    |              | Arby, Småland       |            | 56.585812, 16.109950 | 10078600270001 | Ladda upp en bild av detta fornminne      |
| Arby 28:1             | Stensättning                |              | Arby, Småland       |            | 56.585848, 16.108920 | 10078600280001 | Ladda upp en bild av detta fornminne      |
| Arby 28:2             | Stensättning                |              | Arby, Småland       |            | 56.585813, 16.108221 | 10078600280002 | Ladda upp en bild av detta fornminne      |
| Arby 31:1             | Röse                        |              | Arby, Småland       |            | 56.573130, 16.110703 | 10078600310001 | Ladda upp en bild av detta fornminne      |
| Arby 32:1             | Gravfält                    |              | Arby, Småland       |            | 56.569842, 16.115432 | 10078600320001 | Ladda upp en bild av detta fornminne      |
| Arby 33:1             | Stensättning                |              | Arby, Småland       |            | 56.569659, 16.117359 | 10078600330001 | Ladda upp en bild av detta fornminne      |
| Arby 33:2             | Hällristning                |              | Arby, Småland       |            | 56.569693, 16.117274 | 10078600330002 | Ladda upp en bild av detta fornminne      |
| Arby 34:1             | Stensättning                |              | Arby, Småland       |            | 56.567929, 16.120525 | 10078600340001 | Ladda upp en bild av detta fornminne      |
| Arby 34:2             | Stensättning                |              | Arby, Småland       |            | 56.568046, 16.120541 | 10078600340002 | Ladda upp en bild av detta fornminne      |
| Arby 34:3             | Stensättning                |              | Arby, Småland       |            | 56.568082, 16.120444 | 10078600340003 | Ladda upp en bild av detta fornminne      |
| Arby 34:4             | Stensättning                |              | Arby, Småland       |            | 56.568010, 16.120395 | 10078600340004 | Ladda upp en bild av detta fornminne      |
| Arby 35:1             | Gravfält                    |              | Arby, Småland       |            | 56.570921, 16.119097 | 10078600350001 | Ladda upp en bild av detta fornminne      |
| Arby 36:1             | Stensättning                |              | Arby, Småland       |            | 56.570562, 16.121818 | 10078600360001 | Ladda upp en bild av detta fornminne      |
| Arby 38:1             | Stensättning                |              | Arby, Småland       |            | 56.581602, 16.110355 | 10078600380001 | Ladda upp en bild av detta fornminne      |
| Arby 39:1             | Grav- och boplatsområde     |              | Arby, Småland       |            | 56.577075, 16.107084 | 10078600390001 | Ladda upp en bild av detta fornminne      |
| Arby 42:1             | Röse                        |              | Arby, Småland       |            | 56.573602, 16.099840 | 10078600420001 | Ladda upp en bild av detta fornminne      |
| Arby 42:2             | Stensättning                |              | Arby, Småland       |            | 56.573535, 16.099828 | 10078600420002 | Ladda upp en bild av detta fornminne      |
| Arby 42:3             | Hällristning                |              | Arby, Småland       |            | 56.573467, 16.099742 | 10078600420003 | Ladda upp en bild av detta fornminne      |
| Arby 42:4             | Hällristning                |              | Arby, Småland       |            | 56.573440, 16.099953 | 10078600420004 | Ladda upp en bild av detta fornminne      |
| Arby 43:1             | Stensättning                |              | Arby, Småland       |            | 56.548390, 16.130704 | 10078600430001 | Ladda upp en bild av detta fornminne      |
| Arby 44:1             | Gravfält                    |              | Arby, Småland       |            | 56.541110, 16.120411 | 10078600440001 | Ladda upp en bild av detta fornminne      |
| Arby 45:1             | Stensättning                |              | Arby, Småland       |            | 56.540360, 16.120353 | 10078600450001 | Ladda upp en bild av detta fornminne      |
| Arby 46:1             | Stensättning                |              | Arby, Småland       |            | 56.539173, 16.126417 | 10078600460001 | Ladda upp en bild av detta fornminne      |
| Arby 47:1             | Gravfält                    |              | Arby, Småland       |            | 56.533732, 16.120303 | 10078600470001 | Ladda upp en bild av detta fornminne      |
| Arby 48:1             | Hög                         |              | Arby, Småland       |            | 56.550723, 16.117051 | 10078600480001 | Ladda upp en bild av detta fornminne      |
| Arby 49:1             | Stensättning                |              | Arby, Småland       |            | 56.550967, 16.120016 | 10078600490001 | Ladda upp en bild av detta fornminne      |
| Arby 49:2             | Stensättning                |              | Arby, Småland       |            | 56.550913, 16.119821 | 10078600490002 | Ladda upp en bild av detta fornminne      |
| Arby 49:4             | Stensättning                |              | Arby, Småland       |            | 56.550841, 16.119675 | 10078600490004 | Ladda upp en bild av detta fornminne      |
| Arby 50:1             | Stensättning                |              | Arby, Småland       |            | 56.553471, 16.126631 | 10078600500001 | Ladda upp en bild av detta fornminne      |
| Arby 50:2             | Stensättning                |              | Arby, Småland       |            | 56.553750, 16.126582 | 10078600500002 | Ladda upp en bild av detta fornminne      |
| Arby 51:1             | Stensättning                |              | Arby, Småland       |            | 56.548864, 16.125075 | 10078600510001 | Ladda upp en bild av detta fornminne      |
| Arby 52:1             | Stensättning                |              | Arby, Småland       |            | 56.589126, 16.126715 | 10078600520001 | Ladda upp en bild av detta fornminne      |
| Arby 54:1             | Hällristning                |              | Arby, Småland       |            | 56.563202, 16.124492 | 10078600540001 | Ladda upp en bild av detta fornminne      |
| Arby 55:1             | Hällristning                |              | Arby, Småland       |            | 56.564417, 16.123878 | 10078600550001 | Ladda upp en bild av detta fornminne      |
| Arby 56:1             | Hällristning                |              | Arby, Småland       |            | 56.565282, 16.122922 | 10078600560001 | Ladda upp en bild av detta fornminne      |
| Arby 57:1             | Hällristning                |              | Arby, Småland       |            | 56.564441, 16.120420 | 10078600570001 | Ladda upp en bild av detta fornminne      |
| Arby 58:1             | Hällristning                |              | Arby, Småland       |            | 56.564630, 16.126253 | 10078600580001 | Ladda upp en bild av detta fornminne      |
| Arby 59:1             | Stensättning                |              | Arby, Småland       |            | 56.572812, 16.120736 | 10078600590001 | Ladda upp en bild av detta fornminne      |
| Arby 61:1             | Hällristning                |              | Arby, Småland       |            | 56.571674, 16.110096 | 10078600610001 | Ladda upp en bild av detta fornminne      |
| Arby 62:3             | Stensättning                |              | Arby, Småland       |            | 56.569917, 16.119881 | 10078600620003 | Ladda upp en bild av detta fornminne      |
| Arby 66:1             | Hällristning                |              | Arby, Småland       |            | 56.581764, 16.104996 | 10078600660001 | Ladda upp en bild av detta fornminne      |
| Arby 66:2             | Hällristning                |              | Arby, Småland       |            | 56.581625, 16.104713 | 10078600660002 | Ladda upp en bild av detta fornminne      |
| Arby 68:1             | Runristning                 |              | Arby, Småland       | Arby kyrka | 56.566792, 16.122458 | 10078600680001 | Ladda upp en till bild av detta fornminne |
| Arby 69:1             | Stensättning                |              | Arby, Småland       |            | 56.586414, 16.110077 | 10078600690001 | Ladda upp en bild av detta fornminne      |
| Arby 70:1             | Stensättning                |              | Arby, Småland       |            | 56.584707, 16.108380 | 10078600700001 | Ladda upp en bild av detta fornminne      |
| Arby 70:2             | Stensättning                |              | Arby, Småland       |            | 56.584779, 16.108364 | 10078600700002 | Ladda upp en bild av detta fornminne      |
| Arby 70:3             | Hällristning                |              | Arby, Småland       |            | 56.584419, 16.108837 | 10078600700003 | Ladda upp en bild av detta fornminne      |
| Arby 70:4             | Stenkrets                   |              | Arby, Småland       |            | 56.584653, 16.108233 | 10078600700004 | Ladda upp en bild av detta fornminne      |
| Arby 71:1             | Hällristning                |              | Arby, Småland       |            | 56.579972, 16.119524 | 10078600710001 | Ladda upp en bild av detta fornminne      |
| Arby 73:1             | Hällristning                |              | Arby, Småland       |            | 56.583201, 16.111466 | 10078600730001 | Ladda upp en bild av detta fornminne      |
| Arby 80:1             | Stensättning                |              | Arby, Småland       |            | 56.563284, 16.123679 | 10078600800001 | Ladda upp en bild av detta fornminne      |
| Arby 84:1             | Hällristning                |              | Arby, Småland       |            | 56.587225, 16.129132 | 10078600840001 | Ladda upp en bild av detta fornminne      |
| Arby 84:2             | Hällristning                |              | Arby, Småland       |            | 56.586794, 16.128919 | 10078600840002 | Ladda upp en bild av detta fornminne      |
| Arby 85:1             | Hällristning                |              | Arby, Småland       |            | 56.578823, 16.126059 | 10078600850001 | Ladda upp en bild av detta fornminne      |
| Arby 87:1             | Hällristning                |              | Arby, Småland       |            | 56.581190, 16.093257 | 10078600870001 | Ladda upp en bild av detta fornminne      |
| Arby 88:2             | Hällristning                |              | Arby, Småland       |            | 56.580987, 16.090263 | 10078600880002 | Ladda upp en bild av detta fornminne      |
| Arby 89:1             | Hällristning                |              | Arby, Småland       |            | 56.581964, 16.100547 | 10078600890001 | Ladda upp en bild av detta fornminne      |
| Arby 89:2             | Hällristning                |              | Arby, Småland       |            | 56.581996, 16.100696 | 10078600890002 | Ladda upp en bild av detta fornminne      |
| Arby 90:1             | Hällristning                |              | Arby, Småland       |            | 56.578916, 16.108199 | 10078600900001 | Ladda upp en bild av detta fornminne      |
| Arby 91:1             | Hällristning                |              | Arby, Småland       |            | 56.578342, 16.106750 | 10078600910001 | Ladda upp en bild av detta fornminne      |
| Arby 102:1            | Minnesmärke                 |              | Arby, Småland       |            | 56.571214, 16.125317 | 10078601020001 | Ladda upp en bild av detta fornminne      |
| Arby 104:1            | Stensättning                |              | Arby, Småland       |            | 56.586140, 16.133895 | 10078601040001 | Ladda upp en bild av detta fornminne      |
| Arby 104:2            | Stensättning                |              | Arby, Småland       |            | 56.586618, 16.133527 | 10078601040002 | Ladda upp en bild av detta fornminne      |
| Arby 105:1            | Hällristning                |              | Arby, Småland       |            | 56.579852, 16.135708 | 10078601050001 | Ladda upp en bild av detta fornminne      |
| Arby 111:1            | Hällristning                |              | Arby, Småland       |            | 56.575745, 16.144599 | 10078601110001 | Ladda upp en bild av detta fornminne      |
| Arby 112:1            | Stensättning                |              | Arby, Småland       |            | 56.575619, 16.143409 | 10078601120001 | Ladda upp en bild av detta fornminne      |
| Arby 112:2            | Stensättning                |              | Arby, Småland       |            | 56.575842, 16.143658 | 10078601120002 | Ladda upp en bild av detta fornminne      |
| Arby 113:1            | Hällristning                |              | Arby, Småland       |            | 56.575500, 16.131583 | 10078601130001 | Ladda upp en bild av detta fornminne      |
| Arby 120:1            | Stensättning                |              | Arby, Småland       |            | 56.573476, 16.086644 | 10078601200001 | Ladda upp en bild av detta fornminne      |
| Arby 121:1            | Hällristning                |              | Arby, Småland       |            | 56.554196, 16.138870 | 10078601210001 | Ladda upp en bild av detta fornminne      |
| Arby 121:2            | Hällristning                |              | Arby, Småland       |            | 56.553981, 16.139115 | 10078601210002 | Ladda upp en bild av detta fornminne      |
| Arby 121:3            | Stensättning                |              | Arby, Småland       |            | 56.553711, 16.138758 | 10078601210003 | Ladda upp en bild av detta fornminne      |
| Arby 122:1            | Hällristning                |              | Arby, Småland       |            | 56.554776, 16.145209 | 10078601220001 | Ladda upp en bild av detta fornminne      |
| Arby 123:1            | Hällristning                |              | Arby, Småland       |            | 56.553895, 16.143619 | 10078601230001 | Ladda upp en bild av detta fornminne      |
| Arby 124:1            | Röse                        |              | Arby, Småland       |            | 56.530858, 16.118918 | 10078601240001 | Ladda upp en bild av detta fornminne      |
| Arby 124:2            | Röse                        |              | Arby, Småland       |            | 56.530784, 16.118922 | 10078601240002 | Ladda upp en bild av detta fornminne      |
| Arby 124:3            | Stensättning                |              | Arby, Småland       |            | 56.530678, 16.118853 | 10078601240003 | Ladda upp en bild av detta fornminne      |
| Arby 128:1            | Stensättning                |              | Arby, Småland       |            | 56.533318, 16.119613 | 10078601280001 | Ladda upp en bild av detta fornminne      |
| Arby 145:1            | Hällristning                |              | Arby, Småland       |            | 56.577730, 16.130566 | 10078601450001 | Ladda upp en bild av detta fornminne      |
| Arby 147:1            | Hällristning                |              | Arby, Småland       |            | 56.570732, 16.135207 | 10078601470001 | Ladda upp en bild av detta fornminne      |
| Arby 150:1            | Stensättning                |              | Arby, Småland       |            | 56.575226, 16.143125 | 10078601500001 | Ladda upp en bild av detta fornminne      |
| Arby 150:2            | Hällristning                |              | Arby, Småland       |            | 56.575009, 16.143299 | 10078601500002 | Ladda upp en bild av detta fornminne      |
| Arby 150:3            | Hällristning                |              | Arby, Småland       |            | 56.574907, 16.143801 | 10078601500003 | Ladda upp en bild av detta fornminne      |
| Arby 172:1            | Hällristning                |              | Arby, Småland       |            | 56.577507, 16.128958 | 10078601720001 | Ladda upp en bild av detta fornminne      |
| Arby 293:1            | Hällristning                |              | Arby, Småland       |            | 56.581021, 16.118528 | 10078602930001 | Ladda upp en bild av detta fornminne      |
| Arby 296:3            | Hällristning                |              | Arby, Småland       |            | 56.570594, 16.097341 | 10078602960003 | Ladda upp en bild av detta fornminne      |
| Arby 296:4            | Hällristning                |              | Arby, Småland       |            | 56.569871, 16.099367 | 10078602960004 | Ladda upp en bild av detta fornminne      |

## Dörby
| Namn                       | Lämningstyp                 | Tillkomsttid | Historisk indelning | Plats | Läge                 | ID-nr          | Bild                                 |
| -------------------------- | --------------------------- | ------------ | ------------------- | ----- | -------------------- | -------------- | ------------------------------------ |
| Källarängen (Dörby 1:1)    | Röse                        |              | Dörby, Småland      |       | 56.683924, 16.266849 | 10079600010001 | Ladda upp en bild av detta fornminne |
| Dörby 3:1                  | Stensättning                |              | Dörby, Småland      |       | 56.680778, 16.267302 | 10079600030001 | Ladda upp en bild av detta fornminne |
| Dörby 5:1                  | Stensättning                |              | Dörby, Småland      |       | 56.679229, 16.271036 | 10079600050001 | Ladda upp en bild av detta fornminne |
| Ö Gärdesbacken (Dörby 6:1) | Stensättning                |              | Dörby, Småland      |       | 56.683208, 16.268782 | 10079600060001 | Ladda upp en bild av detta fornminne |
| Källarängen (Dörby 7:1)    | Röse                        |              | Dörby, Småland      |       | 56.685945, 16.269613 | 10079600070001 | Ladda upp en bild av detta fornminne |
| Dörby 8:1                  | Röse                        |              | Dörby, Småland      |       | 56.684208, 16.257406 | 10079600080001 | Ladda upp en bild av detta fornminne |
| Dörby 10:1                 | Stensättning                |              | Dörby, Småland      |       | 56.670974, 16.257646 | 10079600100001 | Ladda upp en bild av detta fornminne |
| Dörby 11:1                 | Stensättning                |              | Dörby, Småland      |       | 56.693553, 16.243452 | 10079600110001 | Ladda upp en bild av detta fornminne |
| Dörby 13:1                 | Gravfält                    |              | Dörby, Småland      |       | 56.692373, 16.240145 | 10079600130001 | Ladda upp en bild av detta fornminne |
| Dörby 14:1                 | Röse                        |              | Dörby, Småland      |       | 56.695149, 16.231956 | 10079600140001 | Ladda upp en bild av detta fornminne |
| Dörby 14:2                 | Stensättning                |              | Dörby, Småland      |       | 56.695284, 16.232281 | 10079600140002 | Ladda upp en bild av detta fornminne |
| Dörby 15:1                 | Gravfält                    |              | Dörby, Småland      |       | 56.696945, 16.222456 | 10079600150001 | Ladda upp en bild av detta fornminne |
| Dörby 16:1                 | Stensättning                |              | Dörby, Småland      |       | 56.683947, 16.233207 | 10079600160001 | Ladda upp en bild av detta fornminne |
| Dörby 18:1                 | Hög                         |              | Dörby, Småland      |       | 56.677993, 16.242719 | 10079600180001 | Ladda upp en bild av detta fornminne |
| Dörby 18:2                 | Stensättning                |              | Dörby, Småland      |       | 56.677926, 16.242547 | 10079600180002 | Ladda upp en bild av detta fornminne |
| Dörby 18:3                 | Stensättning                |              | Dörby, Småland      |       | 56.678180, 16.242608 | 10079600180003 | Ladda upp en bild av detta fornminne |
| Biskopshagen (Dörby 19:1)  | Gravfält                    |              | Dörby, Småland      |       | 56.677036, 16.228360 | 10079600190001 | Ladda upp en bild av detta fornminne |
| Dörby 20:1                 | Röse                        |              | Dörby, Småland      |       | 56.665680, 16.223252 | 10079600200001 | Ladda upp en bild av detta fornminne |
| Dörby 21:1                 | Stensättning                |              | Dörby, Småland      |       | 56.666177, 16.221796 | 10079600210001 | Ladda upp en bild av detta fornminne |
| Dörby 22:1                 | Stensättning                |              | Dörby, Småland      |       | 56.667788, 16.229315 | 10079600220001 | Ladda upp en bild av detta fornminne |
| Kvighagen (Dörby 23:1)     | Gravfält                    |              | Dörby, Småland      |       | 56.665640, 16.213211 | 10079600230001 | Ladda upp en bild av detta fornminne |
| Drakarör (Dörby 25:1)      | Stensättning                |              | Dörby, Småland      |       | 56.664077, 16.212860 | 10079600250001 | Ladda upp en bild av detta fornminne |
| Kvighagen (Dörby 26:1)     | Gravfält                    |              | Dörby, Småland      |       | 56.664345, 16.215065 | 10079600260001 | Ladda upp en bild av detta fornminne |
| Kvighagen (Dörby 27:1)     | Stensättning                |              | Dörby, Småland      |       | 56.664341, 16.217032 | 10079600270001 | Ladda upp en bild av detta fornminne |
| Kvighagen (Dörby 27:2)     | Stensättning                |              | Dörby, Småland      |       | 56.664151, 16.217421 | 10079600270002 | Ladda upp en bild av detta fornminne |
| Dörby 29:1                 | Röse                        |              | Dörby, Småland      |       | 56.664328, 16.218173 | 10079600290001 | Ladda upp en bild av detta fornminne |
| Dörby 29:2                 | Stensättning                |              | Dörby, Småland      |       | 56.664248, 16.217911 | 10079600290002 | Ladda upp en bild av detta fornminne |
| Storäng (Dörby 32:1)       | Stensättning                |              | Dörby, Småland      |       | 56.667165, 16.214681 | 10079600320001 | Ladda upp en bild av detta fornminne |
| Storäng (Dörby 33:1)       | Stensättning                |              | Dörby, Småland      |       | 56.667157, 16.211342 | 10079600330001 | Ladda upp en bild av detta fornminne |
| Dörby 34:1                 | Röse                        |              | Dörby, Småland      |       | 56.668551, 16.205354 | 10079600340001 | Ladda upp en bild av detta fornminne |
| Dörby 34:2                 | Grav markerad av sten/block |              | Dörby, Småland      |       | 56.668755, 16.205311 | 10079600340002 | Ladda upp en bild av detta fornminne |
| Dörby 34:3                 | Grav markerad av sten/block |              | Dörby, Småland      |       | 56.668756, 16.205132 | 10079600340003 | Ladda upp en bild av detta fornminne |
| Dörby 34:4                 | Stensättning                |              | Dörby, Småland      |       | 56.668911, 16.205213 | 10079600340004 | Ladda upp en bild av detta fornminne |
| Dörby 35:1                 | Stensättning                |              | Dörby, Småland      |       | 56.669263, 16.206169 | 10079600350001 | Ladda upp en bild av detta fornminne |
| Dörby 35:2                 | Stensättning                |              | Dörby, Småland      |       | 56.669146, 16.206378 | 10079600350002 | Ladda upp en bild av detta fornminne |
| Dörby 36:1                 | Stensättning                |              | Dörby, Småland      |       | 56.669086, 16.206959 | 10079600360001 | Ladda upp en bild av detta fornminne |
| Dörby 36:2                 | Stensättning                |              | Dörby, Småland      |       | 56.668919, 16.207035 | 10079600360002 | Ladda upp en bild av detta fornminne |
| Storäng (Dörby 37:1)       | Stensättning                |              | Dörby, Småland      |       | 56.668419, 16.216587 | 10079600370001 | Ladda upp en bild av detta fornminne |
| Storäng (Dörby 38:1)       | Stensättning                |              | Dörby, Småland      |       | 56.667047, 16.216261 | 10079600380001 | Ladda upp en bild av detta fornminne |
| Dörby 39:1                 | Röse                        |              | Dörby, Småland      |       | 56.674961, 16.207318 | 10079600390001 | Ladda upp en bild av detta fornminne |
| Dörby 40:1                 | Stensättning                |              | Dörby, Småland      |       | 56.672422, 16.205595 | 10079600400001 | Ladda upp en bild av detta fornminne |
| Dörby 41:1                 | Stensättning                |              | Dörby, Småland      |       | 56.673812, 16.203012 | 10079600410001 | Ladda upp en bild av detta fornminne |
| Dörby 43:1                 | Röse                        |              | Dörby, Småland      |       | 56.686830, 16.208700 | 10079600430001 | Ladda upp en bild av detta fornminne |
| Dörby 44:1                 | Grav markerad av sten/block |              | Dörby, Småland      |       | 56.685825, 16.221152 | 10079600440001 | Ladda upp en bild av detta fornminne |
| Dörby 45:1                 | Röse                        |              | Dörby, Småland      |       | 56.690697, 16.205854 | 10079600450001 | Ladda upp en bild av detta fornminne |
| Dörby 46:1                 | Stensättning                |              | Dörby, Småland      |       | 56.678954, 16.208004 | 10079600460001 | Ladda upp en bild av detta fornminne |
| Dörby 46:2                 | Stensättning                |              | Dörby, Småland      |       | 56.678958, 16.208183 | 10079600460002 | Ladda upp en bild av detta fornminne |
| Dörby 46:3                 | Stensättning                |              | Dörby, Småland      |       | 56.679046, 16.208157 | 10079600460003 | Ladda upp en bild av detta fornminne |
| Dörby 46:4                 | Stensättning                |              | Dörby, Småland      |       | 56.678716, 16.207765 | 10079600460004 | Ladda upp en bild av detta fornminne |
| Dörby 46:5                 | Hällristning                |              | Dörby, Småland      |       | 56.678876, 16.208147 | 10079600460005 | Ladda upp en bild av detta fornminne |
| Dörby 47:1                 | Stensättning                |              | Dörby, Småland      |       | 56.678487, 16.208467 | 10079600470001 | Ladda upp en bild av detta fornminne |
| Dörby 48:1                 | Stensättning                |              | Dörby, Småland      |       | 56.678083, 16.208890 | 10079600480001 | Ladda upp en bild av detta fornminne |
| Dörby 48:2                 | Stensättning                |              | Dörby, Småland      |       | 56.677983, 16.208948 | 10079600480002 | Ladda upp en bild av detta fornminne |
| Dörby 48:3                 | Stensättning                |              | Dörby, Småland      |       | 56.677892, 16.208956 | 10079600480003 | Ladda upp en bild av detta fornminne |
| Dörby 87:1                 | Röse                        |              | Dörby, Småland      |       | 56.679856, 16.266557 | 10079600870001 | Ladda upp en bild av detta fornminne |
| Dörby 89:1                 | Röse                        |              | Dörby, Småland      |       | 56.676134, 16.205161 | 10079600890001 | Ladda upp en bild av detta fornminne |
| Dörby 93:1                 | Stensättning                |              | Dörby, Småland      |       | 56.696505, 16.227118 | 10079600930001 | Ladda upp en bild av detta fornminne |
| Store rör (Dörby 94:1)     | Röse                        |              | Dörby, Småland      |       | 56.705660, 16.215266 | 10079600940001 | Ladda upp en bild av detta fornminne |
| Dörby 102:1                | Stensättning                |              | Dörby, Småland      |       | 56.668004, 16.223446 | 10079601020001 | Ladda upp en bild av detta fornminne |
| Dörby 105:1                | Grav markerad av sten/block |              | Dörby, Småland      |       | 56.668565, 16.276227 | 10079601050001 | Ladda upp en bild av detta fornminne |
| Dörby 180:1                | Stensättning                |              | Dörby, Småland      |       | 56.695687, 16.181702 | 10079601800001 | Ladda upp en bild av detta fornminne |
| Dörby 200:1                | Röse                        |              | Dörby, Småland      |       | 56.690504, 16.267771 | 10079602000001 | Ladda upp en bild av detta fornminne |
| Dörby 201:1                | Stensättning                |              | Dörby, Småland      |       | 56.688199, 16.268793 | 10079602010001 | Ladda upp en bild av detta fornminne |
| Dörby 202:1                | Röse                        |              | Dörby, Småland      |       | 56.688638, 16.270249 | 10079602020001 | Ladda upp en bild av detta fornminne |
| Dörby 204:1                | Stensättning                |              | Dörby, Småland      |       | 56.691107, 16.270934 | 10079602040001 | Ladda upp en bild av detta fornminne |
| Dörby 205:1                | Gravfält                    |              | Dörby, Småland      |       | 56.688988, 16.272431 | 10079602050001 | Ladda upp en bild av detta fornminne |
| Dörby 206:1                | Gravfält                    |              | Dörby, Småland      |       | 56.690771, 16.271791 | 10079602060001 | Ladda upp en bild av detta fornminne |

## Förlösa
| Namn                                  | Lämningstyp                 | Tillkomsttid | Historisk indelning | Plats | Läge                 | ID-nr          | Bild                                 |
| ------------------------------------- | --------------------------- | ------------ | ------------------- | ----- | -------------------- | -------------- | ------------------------------------ |
| "Korpa slott", "Harget" (Förlösa 1:1) | Gravfält                    |              | Förlösa, Småland    |       | 56.742243, 16.272978 | 10080500010001 | Ladda upp en bild av detta fornminne |
| Förlösa 2:1                           | Stensättning                |              | Förlösa, Småland    |       | 56.746382, 16.263775 | 10080500020001 | Ladda upp en bild av detta fornminne |
| Förlösa 3:1                           | Stensättning                |              | Förlösa, Småland    |       | 56.746942, 16.266857 | 10080500030001 | Ladda upp en bild av detta fornminne |
| Förlösa 4:1                           | Gravfält                    |              | Förlösa, Småland    |       | 56.746906, 16.269625 | 10080500040001 | Ladda upp en bild av detta fornminne |
| Förlösa 5:1                           | Röse                        |              | Förlösa, Småland    |       | 56.747852, 16.269673 | 10080500050001 | Ladda upp en bild av detta fornminne |
| Förlösa 5:2                           | Röse                        |              | Förlösa, Småland    |       | 56.747734, 16.269430 | 10080500050002 | Ladda upp en bild av detta fornminne |
| Förlösa 6:1                           | Röse                        |              | Förlösa, Småland    |       | 56.751804, 16.269773 | 10080500060001 | Ladda upp en bild av detta fornminne |
| Förlösa 7:1                           | Röse                        |              | Förlösa, Småland    |       | 56.751602, 16.270773 | 10080500070001 | Ladda upp en bild av detta fornminne |
| Förlösa 8:1                           | Röse                        |              | Förlösa, Småland    |       | 56.748889, 16.268392 | 10080500080001 | Ladda upp en bild av detta fornminne |
| Förlösa 9:1                           | Stensättning                |              | Förlösa, Småland    |       | 56.741764, 16.265546 | 10080500090001 | Ladda upp en bild av detta fornminne |
| Förlösa 9:2                           | Grav markerad av sten/block |              | Förlösa, Småland    |       | 56.741852, 16.265541 | 10080500090002 | Ladda upp en bild av detta fornminne |
| "Tingsbacken" (Förlösa 10:1)          | Gravfält                    |              | Förlösa, Småland    |       | 56.741818, 16.263857 | 10080500100001 | Ladda upp en bild av detta fornminne |
| Förlösa 11:1                          | Röse                        |              | Förlösa, Småland    |       | 56.752318, 16.263589 | 10080500110001 | Ladda upp en bild av detta fornminne |
| Förlösa 12:1                          | Stensättning                |              | Förlösa, Småland    |       | 56.752650, 16.263487 | 10080500120001 | Ladda upp en bild av detta fornminne |
| Förlösa 13:1                          | Röse                        |              | Förlösa, Småland    |       | 56.754014, 16.269960 | 10080500130001 | Ladda upp en bild av detta fornminne |
| Förlösa 14:1                          | Röse                        |              | Förlösa, Småland    |       | 56.754431, 16.270870 | 10080500140001 | Ladda upp en bild av detta fornminne |
| Förlösa 15:1                          | Stensättning                |              | Förlösa, Småland    |       | 56.749210, 16.242186 | 10080500150001 | Ladda upp en bild av detta fornminne |
| Förlösa 15:2                          | Stensättning                |              | Förlösa, Småland    |       | 56.749128, 16.242105 | 10080500150002 | Ladda upp en bild av detta fornminne |
| Förlösa 16:1                          | Gravfält                    |              | Förlösa, Småland    |       | 56.759491, 16.246177 | 10080500160001 | Ladda upp en bild av detta fornminne |
| Förlösa 17:1                          | Stensättning                |              | Förlösa, Småland    |       | 56.759417, 16.245261 | 10080500170001 | Ladda upp en bild av detta fornminne |
| Förlösa 17:2                          | Stensättning                |              | Förlösa, Småland    |       | 56.759463, 16.245522 | 10080500170002 | Ladda upp en bild av detta fornminne |
| Förlösa 17:3                          | Hällristning                |              | Förlösa, Småland    |       | 56.759474, 16.245258 | 10080500170003 | Ladda upp en bild av detta fornminne |
| Förlösa 19:1                          | Hällristning                |              | Förlösa, Småland    |       | 56.733718, 16.255480 | 10080500190001 | Ladda upp en bild av detta fornminne |
| Förlösa 20:1                          | Röse                        |              | Förlösa, Småland    |       | 56.725396, 16.246549 | 10080500200001 | Ladda upp en bild av detta fornminne |
| Förlösa 21:1                          | Stensättning                |              | Förlösa, Småland    |       | 56.727433, 16.249337 | 10080500210001 | Ladda upp en bild av detta fornminne |
| Förlösa 21:2                          | Stensättning                |              | Förlösa, Småland    |       | 56.727504, 16.249010 | 10080500210002 | Ladda upp en bild av detta fornminne |
| Förlösa 23:1                          | Röse                        |              | Förlösa, Småland    |       | 56.747808, 16.263219 | 10080500230001 | Ladda upp en bild av detta fornminne |
| Förlösa 23:2                          | Röse                        |              | Förlösa, Småland    |       | 56.747682, 16.263171 | 10080500230002 | Ladda upp en bild av detta fornminne |
| Förlösa 23:3                          | Röse                        |              | Förlösa, Småland    |       | 56.747573, 16.263058 | 10080500230003 | Ladda upp en bild av detta fornminne |
| Förlösa 23:4                          | Stensättning                |              | Förlösa, Småland    |       | 56.747575, 16.263336 | 10080500230004 | Ladda upp en bild av detta fornminne |
| Förlösa 26:1                          | Hällristning                |              | Förlösa, Småland    |       | 56.725717, 16.257650 | 10080500260001 | Ladda upp en bild av detta fornminne |
| Förlösa 28:1                          | Stensättning                |              | Förlösa, Småland    |       | 56.740858, 16.262621 | 10080500280001 | Ladda upp en bild av detta fornminne |
| Förlösa 30:1                          | Stensättning                |              | Förlösa, Småland    |       | 56.759616, 16.237379 | 10080500300001 | Ladda upp en bild av detta fornminne |
| "Spökstenen" (Förlösa 35:1)           | Hällristning                |              | Förlösa, Småland    |       | 56.746752, 16.214568 | 10080500350001 | Ladda upp en bild av detta fornminne |
| Förlösa 36:1                          | Hällristning                |              | Förlösa, Småland    |       | 56.745776, 16.215038 | 10080500360001 | Ladda upp en bild av detta fornminne |
| Förlösa 39:1                          | Stensättning                |              | Förlösa, Småland    |       | 56.741869, 16.271379 | 10080500390001 | Ladda upp en bild av detta fornminne |
| Förlösa 39:2                          | Stensättning                |              | Förlösa, Småland    |       | 56.741968, 16.271264 | 10080500390002 | Ladda upp en bild av detta fornminne |

## Hagby
| Namn                 | Lämningstyp                 | Tillkomsttid | Historisk indelning | Plats | Läge                 | ID-nr          | Bild                                 |
| -------------------- | --------------------------- | ------------ | ------------------- | ----- | -------------------- | -------------- | ------------------------------------ |
| Hagby 1:1            | Röse                        |              | Hagby, Småland      |       | 56.546903, 16.214624 | 10081400010001 | Ladda upp en bild av detta fornminne |
| Hagby 2:1            | Röse                        |              | Hagby, Småland      |       | 56.551433, 16.206561 | 10081400020001 | Ladda upp en bild av detta fornminne |
| Hagby 2:2            | Grav markerad av sten/block |              | Hagby, Småland      |       | 56.551586, 16.206739 | 10081400020002 | Ladda upp en bild av detta fornminne |
| Hagby 2:3            | Grav markerad av sten/block |              | Hagby, Småland      |       | 56.551577, 16.206869 | 10081400020003 | Ladda upp en bild av detta fornminne |
| Hagby 3:1            | Stensättning                |              | Hagby, Småland      |       | 56.556447, 16.211646 | 10081400030001 | Ladda upp en bild av detta fornminne |
| Hagby 4:1            | Röse                        |              | Hagby, Småland      |       | 56.546910, 16.172498 | 10081400040001 | Ladda upp en bild av detta fornminne |
| Hagby 5:1            | Gravfält                    |              | Hagby, Småland      |       | 56.547894, 16.161777 | 10081400050001 | Ladda upp en bild av detta fornminne |
| Hagby 6:1            | Röse                        |              | Hagby, Småland      |       | 56.559161, 16.222744 | 10081400060001 | Ladda upp en bild av detta fornminne |
| Hagby 6:2            | Stensättning                |              | Hagby, Småland      |       | 56.559252, 16.222631 | 10081400060002 | Ladda upp en bild av detta fornminne |
| Hagby 6:3            | Stensättning                |              | Hagby, Småland      |       | 56.559242, 16.222892 | 10081400060003 | Ladda upp en bild av detta fornminne |
| Hagby 6:4            | Stensättning                |              | Hagby, Småland      |       | 56.559089, 16.222906 | 10081400060004 | Ladda upp en bild av detta fornminne |
| Hagby 7:1            | Röse                        |              | Hagby, Småland      |       | 56.560670, 16.222631 | 10081400070001 | Ladda upp en bild av detta fornminne |
| Hagby 8:1            | Gravfält                    |              | Hagby, Småland      |       | 56.575759, 16.222299 | 10081400080001 | Ladda upp en bild av detta fornminne |
| Hagby 9:1            | Gravfält                    |              | Hagby, Småland      |       | 56.578414, 16.220946 | 10081400090001 | Ladda upp en bild av detta fornminne |
| Hagby 14:1           | Röse                        |              | Hagby, Småland      |       | 56.558981, 16.204183 | 10081400140001 | Ladda upp en bild av detta fornminne |
| Hagby 14:2           | Stensättning                |              | Hagby, Småland      |       | 56.558909, 16.204124 | 10081400140002 | Ladda upp en bild av detta fornminne |
| Hagby 15:1           | Stensättning                |              | Hagby, Småland      |       | 56.561195, 16.203518 | 10081400150001 | Ladda upp en bild av detta fornminne |
| Hagby 15:2           | Stensättning                |              | Hagby, Småland      |       | 56.561239, 16.203747 | 10081400150002 | Ladda upp en bild av detta fornminne |
| Hagby 17:1           | Stensättning                |              | Hagby, Småland      |       | 56.557781, 16.177862 | 10081400170001 | Ladda upp en bild av detta fornminne |
| Hagby 22:1           | Gravfält                    |              | Hagby, Småland      |       | 56.573639, 16.186876 | 10081400220001 | Ladda upp en bild av detta fornminne |
| Hagby 24:1           | Röse                        |              | Hagby, Småland      |       | 56.579947, 16.211814 | 10081400240001 | Ladda upp en bild av detta fornminne |
| Hagby 24:2           | Röse                        |              | Hagby, Småland      |       | 56.579130, 16.211703 | 10081400240002 | Ladda upp en bild av detta fornminne |
| Hagby 25:1           | Stenkrets                   |              | Hagby, Småland      |       | 56.583254, 16.190351 | 10081400250001 | Ladda upp en bild av detta fornminne |
| Hagby 29:1           | Stensättning                |              | Hagby, Småland      |       | 56.568403, 16.164457 | 10081400290001 | Ladda upp en bild av detta fornminne |
| Hagby 63:1           | Stenkrets                   |              | Hagby, Småland      |       | 56.582294, 16.190172 | 10081400630001 | Ladda upp en bild av detta fornminne |
| Hagby 65:1           | Stensättning                |              | Hagby, Småland      |       | 56.574862, 16.157022 | 10081400650001 | Ladda upp en bild av detta fornminne |
| Hagby 67:1           | Röse                        |              | Hagby, Småland      |       | 56.564320, 16.170433 | 10081400670001 | Ladda upp en bild av detta fornminne |
| Hagby 72:1           | Röse                        |              | Hagby, Småland      |       | 56.560020, 16.205703 | 10081400720001 | Ladda upp en bild av detta fornminne |
| Hagby 73:1           | Hög                         |              | Hagby, Småland      |       | 56.557915, 16.177083 | 10081400730001 | Ladda upp en bild av detta fornminne |
| Hagby 76:1           | Stensättning                |              | Hagby, Småland      |       | 56.577920, 16.222641 | 10081400760001 | Ladda upp en bild av detta fornminne |
| Hagby 79:1           | Fästning/skans              |              | Hagby, Småland      |       | 56.540866, 16.220193 | 10081400790001 | Ladda upp en bild av detta fornminne |
| Hagby 80:1           | Stenkrets                   |              | Hagby, Småland      |       | 56.575744, 16.223610 | 10081400800001 | Ladda upp en bild av detta fornminne |
| Hagby 80:2           | Grav markerad av sten/block |              | Hagby, Småland      |       | 56.575851, 16.223627 | 10081400800002 | Ladda upp en bild av detta fornminne |
| Hagby 80:3           | Grav markerad av sten/block |              | Hagby, Småland      |       | 56.575906, 16.223547 | 10081400800003 | Ladda upp en bild av detta fornminne |
| Vitarör (Hagby 81:1) | Röse                        |              | Hagby, Småland      |       | 56.561096, 16.204768 | 10081400810001 | Ladda upp en bild av detta fornminne |
| Hagby 82:1           | Röse                        |              | Hagby, Småland      |       | 56.559141, 16.206225 | 10081400820001 | Ladda upp en bild av detta fornminne |
| Hagby 82:2           | Stensättning                |              | Hagby, Småland      |       | 56.558987, 16.206850 | 10081400820002 | Ladda upp en bild av detta fornminne |
| Hagby 82:3           | Stensättning                |              | Hagby, Småland      |       | 56.558865, 16.207085 | 10081400820003 | Ladda upp en bild av detta fornminne |
| Hagby 86:1           | Fästning/skans              |              | Hagby, Småland      |       | 56.535870, 16.216329 | 10081400860001 | Ladda upp en bild av detta fornminne |
| Hagby 88:1           | Fästning/skans              |              | Hagby, Småland      |       | 56.526094, 16.214100 | 10081400880001 | Ladda upp en bild av detta fornminne |
| Hagby 89:1           | Fästning/skans              |              | Hagby, Småland      |       | 56.526582, 16.210101 | 10081400890001 | Ladda upp en bild av detta fornminne |
| Hagby 90:1           | Fästning/skans              |              | Hagby, Småland      |       | 56.533439, 16.214932 | 10081400900001 | Ladda upp en bild av detta fornminne |
| Hagby 92:1           | Fästning/skans              |              | Hagby, Småland      |       | 56.559638, 16.225520 | 10081400920001 | Ladda upp en bild av detta fornminne |
| Hagby 100:1          | Hällristning                |              | Hagby, Småland      |       | 56.557717, 16.143023 | 10081401000001 | Ladda upp en bild av detta fornminne |
| Hagby 101:1          | Hällristning                |              | Hagby, Småland      |       | 56.555391, 16.140742 | 10081401010001 | Ladda upp en bild av detta fornminne |

## Halltorp
| Namn                                   | Lämningstyp                      | Tillkomsttid | Historisk indelning | Plats | Läge                 | ID-nr          | Bild                                      |
| -------------------------------------- | -------------------------------- | ------------ | ------------------- | ----- | -------------------- | -------------- | ----------------------------------------- |
| Halltorp 2:1                           | Gravfält                         |              | Halltorp, Småland   |       | 56.513789, 16.127013 | 10081600020001 | Ladda upp en bild av detta fornminne      |
| Halltorp 6:1                           | Röse                             |              | Halltorp, Småland   |       | 56.515032, 16.149070 | 10081600060001 | Ladda upp en bild av detta fornminne      |
| Halltorp 8:1                           | Stensättning                     |              | Halltorp, Småland   |       | 56.507542, 16.107507 | 10081600080001 | Ladda upp en bild av detta fornminne      |
| Halltorp 9:1                           | Röse                             |              | Halltorp, Småland   |       | 56.505846, 16.106901 | 10081600090001 | Ladda upp en bild av detta fornminne      |
| Halltorp 10:1                          | Stensättning                     |              | Halltorp, Småland   |       | 56.503644, 16.107753 | 10081600100001 | Ladda upp en bild av detta fornminne      |
| Halltorp 11:1                          | Gravfält                         |              | Halltorp, Småland   |       | 56.508676, 16.114186 | 10081600110001 | Ladda upp en bild av detta fornminne      |
| Halltorp 12:1                          | Stensättning                     |              | Halltorp, Småland   |       | 56.507233, 16.112610 | 10081600120001 | Ladda upp en bild av detta fornminne      |
| Halltorp 12:2                          | Stensättning                     |              | Halltorp, Småland   |       | 56.507116, 16.112449 | 10081600120002 | Ladda upp en bild av detta fornminne      |
| Halltorp 12:3                          | Stensättning                     |              | Halltorp, Småland   |       | 56.507008, 16.112353 | 10081600120003 | Ladda upp en bild av detta fornminne      |
| Halltorp 12:4                          | Stensättning                     |              | Halltorp, Småland   |       | 56.507341, 16.112772 | 10081600120004 | Ladda upp en bild av detta fornminne      |
| Halltorp 14:1                          | Stensättning                     |              | Halltorp, Småland   |       | 56.510575, 16.125586 | 10081600140001 | Ladda upp en bild av detta fornminne      |
| Halltorp 15:1                          | Stensättning                     |              | Halltorp, Småland   |       | 56.510021, 16.121585 | 10081600150001 | Ladda upp en bild av detta fornminne      |
| Halltorp 18:1                          | Gravfält                         |              | Halltorp, Småland   |       | 56.507072, 16.124396 | 10081600180001 | Ladda upp en bild av detta fornminne      |
| Halltorp 21:1                          | Stensättning                     |              | Halltorp, Småland   |       | 56.498555, 16.112340 | 10081600210001 | Ladda upp en bild av detta fornminne      |
| Halltorp 22:1                          | Hög                              |              | Halltorp, Småland   |       | 56.497304, 16.114123 | 10081600220001 | Ladda upp en bild av detta fornminne      |
| Halltorp 29:1                          | Stensättning                     |              | Halltorp, Småland   |       | 56.499736, 16.114277 | 10081600290001 | Ladda upp en bild av detta fornminne      |
| Halltorp 32:1                          | Gravfält                         |              | Halltorp, Småland   |       | 56.499258, 16.122805 | 10081600320001 | Ladda upp en bild av detta fornminne      |
| Halltorp 33:1                          | Stensättning                     |              | Halltorp, Småland   |       | 56.496871, 16.123919 | 10081600330001 | Ladda upp en bild av detta fornminne      |
| Halltorp 34:1                          | Stensättning                     |              | Halltorp, Småland   |       | 56.495527, 16.124630 | 10081600340001 | Ladda upp en bild av detta fornminne      |
| Halltorp 34:2                          | Stensättning                     |              | Halltorp, Småland   |       | 56.495193, 16.124033 | 10081600340002 | Ladda upp en bild av detta fornminne      |
| Halltorp 35:1                          | Grav markerad av sten/block      |              | Halltorp, Småland   |       | 56.491213, 16.124227 | 10081600350001 | Ladda upp en bild av detta fornminne      |
| Halltorp 35:2                          | Stensättning                     |              | Halltorp, Småland   |       | 56.491345, 16.124281 | 10081600350002 | Ladda upp en bild av detta fornminne      |
| Halltorp 36:1                          | Röse                             |              | Halltorp, Småland   |       | 56.501064, 16.138912 | 10081600360001 | Ladda upp en bild av detta fornminne      |
| Halltorp 38:1                          | Stenkrets                        |              | Halltorp, Småland   |       | 56.498942, 16.140992 | 10081600380001 | Ladda upp en bild av detta fornminne      |
| Halltorp 39:1                          | Röse                             |              | Halltorp, Småland   |       | 56.500754, 16.173565 | 10081600390001 | Ladda upp en bild av detta fornminne      |
| Halltorp 40:1                          | Stenkrets                        |              | Halltorp, Småland   |       | 56.480490, 16.082086 | 10081600400001 | Ladda upp en bild av detta fornminne      |
| Halltorp 42:1                          | Gravfält                         |              | Halltorp, Småland   |       | 56.488034, 16.125546 | 10081600420001 | Ladda upp en bild av detta fornminne      |
| Halltorp 43:1                          | Gravfält                         |              | Halltorp, Småland   |       | 56.485410, 16.127709 | 10081600430001 | Ladda upp en bild av detta fornminne      |
| Halltorp 45:1                          | Stensättning                     |              | Halltorp, Småland   |       | 56.474109, 16.100900 | 10081600450001 | Ladda upp en bild av detta fornminne      |
| Halltorp 45:2                          | Stensättning                     |              | Halltorp, Småland   |       | 56.473956, 16.100804 | 10081600450002 | Ladda upp en bild av detta fornminne      |
| Halltorp 45:3                          | Stensättning                     |              | Halltorp, Småland   |       | 56.474054, 16.100673 | 10081600450003 | Ladda upp en bild av detta fornminne      |
| Halltorp 46:1                          | Stensättning                     |              | Halltorp, Småland   |       | 56.472985, 16.100178 | 10081600460001 | Ladda upp en bild av detta fornminne      |
| Halltorp 47:1                          | Röse                             |              | Halltorp, Småland   |       | 56.472986, 16.103833 | 10081600470001 | Ladda upp en bild av detta fornminne      |
| Halltorp 50:1                          | Gravfält                         |              | Halltorp, Småland   |       | 56.471749, 16.098832 | 10081600500001 | Ladda upp en bild av detta fornminne      |
| Halltorp 52:1                          | Röse                             |              | Halltorp, Småland   |       | 56.469801, 16.104060 | 10081600520001 | Ladda upp en bild av detta fornminne      |
| Halltorp 54:1                          | Gravfält                         |              | Halltorp, Småland   |       | 56.467881, 16.124292 | 10081600540001 | Ladda upp en till bild av detta fornminne |
| Halltorp 55:1                          | Stensättning                     |              | Halltorp, Småland   |       | 56.486683, 16.135945 | 10081600550001 | Ladda upp en bild av detta fornminne      |
| Halltorp 56:1                          | Röse                             |              | Halltorp, Småland   |       | 56.487083, 16.138297 | 10081600560001 | Ladda upp en bild av detta fornminne      |
| Halltorp 57:1                          | Röse                             |              | Halltorp, Småland   |       | 56.485360, 16.137096 | 10081600570001 | Ladda upp en bild av detta fornminne      |
| Halltorp 58:1                          | Grav markerad av sten/block      |              | Halltorp, Småland   |       | 56.482642, 16.131966 | 10081600580001 | Ladda upp en bild av detta fornminne      |
| Halltorp 58:2                          | Grav markerad av sten/block      |              | Halltorp, Småland   |       | 56.482392, 16.132163 | 10081600580002 | Ladda upp en bild av detta fornminne      |
| Halltorp 58:3                          | Röse                             |              | Halltorp, Småland   |       | 56.481961, 16.131716 | 10081600580003 | Ladda upp en bild av detta fornminne      |
| Halltorp 59:1                          | Grav markerad av sten/block      |              | Halltorp, Småland   |       | 56.481820, 16.134636 | 10081600590001 | Ladda upp en bild av detta fornminne      |
| Halltorp 59:2                          | Stensättning                     |              | Halltorp, Småland   |       | 56.482004, 16.134504 | 10081600590002 | Ladda upp en bild av detta fornminne      |
| Halltorp 61:1                          | Stensättning                     |              | Halltorp, Småland   |       | 56.470878, 16.143518 | 10081600610001 | Ladda upp en bild av detta fornminne      |
| Halltorp 62:1                          | Röse                             |              | Halltorp, Småland   |       | 56.477950, 16.131069 | 10081600620001 | Ladda upp en bild av detta fornminne      |
| Halltorp 62:2                          | Stensättning                     |              | Halltorp, Småland   |       | 56.478166, 16.131600 | 10081600620002 | Ladda upp en bild av detta fornminne      |
| Halltorp 62:3                          | Stensättning                     |              | Halltorp, Småland   |       | 56.478247, 16.131648 | 10081600620003 | Ladda upp en bild av detta fornminne      |
| Halltorp 63:1                          | Gravfält                         |              | Halltorp, Småland   |       | 56.475912, 16.131324 | 10081600630001 | Ladda upp en bild av detta fornminne      |
| Halltorp 64:1                          | Gravfält                         |              | Halltorp, Småland   |       | 56.466795, 16.124111 | 10081600640001 | Ladda upp en bild av detta fornminne      |
| Halltorp 65:1                          | Röse                             |              | Halltorp, Småland   |       | 56.464919, 16.127330 | 10081600650001 | Ladda upp en bild av detta fornminne      |
| Halltorp 66:1                          | Gravfält                         |              | Halltorp, Småland   |       | 56.463908, 16.113945 | 10081600660001 | Ladda upp en bild av detta fornminne      |
| Halltorp 67:1                          | Stensättning                     |              | Halltorp, Småland   |       | 56.465263, 16.145854 | 10081600670001 | Ladda upp en bild av detta fornminne      |
| Holländska kyrkogården (Halltorp 68:1) | Begravningsplats                 |              | Halltorp, Småland   |       | 56.464956, 16.144634 | 10081600680001 | Ladda upp en bild av detta fornminne      |
| Halltorp 69:1                          | Husgrund, förhistorisk/medeltida |              | Halltorp, Småland   |       | 56.503165, 16.169282 | 10081600690001 | Ladda upp en bild av detta fornminne      |
| Halltorp 71:1                          | Husgrund, historisk tid          |              | Halltorp, Småland   |       | 56.495986, 16.163099 | 10081600710001 | Ladda upp en bild av detta fornminne      |
| Halltorp 77:1                          | Röse                             |              | Halltorp, Småland   |       | 56.506720, 16.144185 | 10081600770001 | Ladda upp en bild av detta fornminne      |
| Halltorp 86:1                          | Stensättning                     |              | Halltorp, Småland   |       | 56.476688, 16.121552 | 10081600860001 | Ladda upp en bild av detta fornminne      |
| Halltorp 87:1                          | Röse                             |              | Halltorp, Småland   |       | 56.476218, 16.120132 | 10081600870001 | Ladda upp en bild av detta fornminne      |
| Halltorp 101:1                         | Stensättning                     |              | Halltorp, Småland   |       | 56.498327, 16.110848 | 10081601010001 | Ladda upp en bild av detta fornminne      |
| Halltorp 101:2                         | Stensättning                     |              | Halltorp, Småland   |       | 56.498120, 16.110850 | 10081601010002 | Ladda upp en bild av detta fornminne      |
| Halltorp 102:1                         | Röse                             |              | Halltorp, Småland   |       | 56.496921, 16.108394 | 10081601020001 | Ladda upp en bild av detta fornminne      |
| Halltorp 103:1                         | Röse                             |              | Halltorp, Småland   |       | 56.496677, 16.111271 | 10081601030001 | Ladda upp en bild av detta fornminne      |
| Halltorp 104:1                         | Stensättning                     |              | Halltorp, Småland   |       | 56.499033, 16.113358 | 10081601040001 | Ladda upp en bild av detta fornminne      |
| Halltorp 106:1                         | Hög                              |              | Halltorp, Småland   |       | 56.501631, 16.112459 | 10081601060001 | Ladda upp en bild av detta fornminne      |
| Halltorp 109:1                         | Stensättning                     |              | Halltorp, Småland   |       | 56.500111, 16.116915 | 10081601090001 | Ladda upp en bild av detta fornminne      |
| Halltorp 111:1                         | Stensättning                     |              | Halltorp, Småland   |       | 56.499733, 16.123647 | 10081601110001 | Ladda upp en bild av detta fornminne      |
| Halltorp 112:1                         | Stensättning                     |              | Halltorp, Småland   |       | 56.495872, 16.122364 | 10081601120001 | Ladda upp en bild av detta fornminne      |
| Halltorp 113:1                         | Stensättning                     |              | Halltorp, Småland   |       | 56.494314, 16.123879 | 10081601130001 | Ladda upp en bild av detta fornminne      |
| Halltorp 113:2                         | Stensättning                     |              | Halltorp, Småland   |       | 56.494430, 16.123845 | 10081601130002 | Ladda upp en bild av detta fornminne      |
| Halltorp 114:1                         | Hög                              |              | Halltorp, Småland   |       | 56.494492, 16.126748 | 10081601140001 | Ladda upp en bild av detta fornminne      |
| Halltorp 114:2                         | Röse                             |              | Halltorp, Småland   |       | 56.494222, 16.127159 | 10081601140002 | Ladda upp en bild av detta fornminne      |
| Halltorp 114:3                         | Stensättning                     |              | Halltorp, Småland   |       | 56.494021, 16.126757 | 10081601140003 | Ladda upp en bild av detta fornminne      |
| Halltorp 115:1                         | Stensättning                     |              | Halltorp, Småland   |       | 56.509246, 16.113776 | 10081601150001 | Ladda upp en bild av detta fornminne      |
| Halltorp 116:1                         | Stensättning                     |              | Halltorp, Småland   |       | 56.510375, 16.116862 | 10081601160001 | Ladda upp en bild av detta fornminne      |
| Halltorp 117:1                         | Stensättning                     |              | Halltorp, Småland   |       | 56.508268, 16.110521 | 10081601170001 | Ladda upp en bild av detta fornminne      |
| Halltorp 118:1                         | Stensättning                     |              | Halltorp, Småland   |       | 56.504476, 16.123845 | 10081601180001 | Ladda upp en bild av detta fornminne      |
| Halltorp 119:1                         | Stensättning                     |              | Halltorp, Småland   |       | 56.504934, 16.124338 | 10081601190001 | Ladda upp en bild av detta fornminne      |
| Halltorp 121:1                         | Stensättning                     |              | Halltorp, Småland   |       | 56.505774, 16.105689 | 10081601210001 | Ladda upp en bild av detta fornminne      |
| Halltorp 125:1                         | Stensättning                     |              | Halltorp, Småland   |       | 56.507755, 16.113417 | 10081601250001 | Ladda upp en bild av detta fornminne      |
| Halltorp 125:2                         | Stensättning                     |              | Halltorp, Småland   |       | 56.507872, 16.113465 | 10081601250002 | Ladda upp en bild av detta fornminne      |
| Halltorp 126:1                         | Stenkrets                        |              | Halltorp, Småland   |       | 56.500564, 16.175412 | 10081601260001 | Ladda upp en bild av detta fornminne      |
| Halltorp 127:1                         | Grav markerad av sten/block      |              | Halltorp, Småland   |       | 56.499063, 16.173600 | 10081601270001 | Ladda upp en bild av detta fornminne      |
| Halltorp 131:1                         | Röse                             |              | Halltorp, Småland   |       | 56.506075, 16.169896 | 10081601310001 | Ladda upp en bild av detta fornminne      |
| Halltorp 132:1                         | Röse                             |              | Halltorp, Småland   |       | 56.511910, 16.146844 | 10081601320001 | Ladda upp en bild av detta fornminne      |
| Halltorp 135:1                         | Röse                             |              | Halltorp, Småland   |       | 56.507134, 16.138663 | 10081601350001 | Ladda upp en bild av detta fornminne      |
| Halltorp 136:1                         | Röse                             |              | Halltorp, Småland   |       | 56.504408, 16.145327 | 10081601360001 | Ladda upp en bild av detta fornminne      |
| Halltorp 137:1                         | Stenkrets                        |              | Halltorp, Småland   |       | 56.499806, 16.142503 | 10081601370001 | Ladda upp en bild av detta fornminne      |
| Halltorp 137:2                         | Stensättning                     |              | Halltorp, Småland   |       | 56.499572, 16.142182 | 10081601370002 | Ladda upp en bild av detta fornminne      |
| Halltorp 142:1                         | Stensättning                     |              | Halltorp, Småland   |       | 56.511848, 16.152073 | 10081601420001 | Ladda upp en bild av detta fornminne      |
| Halltorp 143:1                         | Gravfält                         |              | Halltorp, Småland   |       | 56.512565, 16.153082 | 10081601430001 | Ladda upp en bild av detta fornminne      |
| Halltorp 144:1                         | Stensättning                     |              | Halltorp, Småland   |       | 56.513685, 16.148489 | 10081601440001 | Ladda upp en bild av detta fornminne      |
| Halltorp 145:1                         | Stenkrets                        |              | Halltorp, Småland   |       | 56.514502, 16.148535 | 10081601450001 | Ladda upp en bild av detta fornminne      |
| Halltorp 146:1                         | Stensättning                     |              | Halltorp, Småland   |       | 56.512962, 16.143798 | 10081601460001 | Ladda upp en bild av detta fornminne      |
| Halltorp 147:1                         | Stensättning                     |              | Halltorp, Småland   |       | 56.513697, 16.142269 | 10081601470001 | Ladda upp en bild av detta fornminne      |
| Halltorp 148:1                         | Stensättning                     |              | Halltorp, Småland   |       | 56.506400, 16.110372 | 10081601480001 | Ladda upp en bild av detta fornminne      |
| Halltorp 153:1                         | Gravfält                         |              | Halltorp, Småland   |       | 56.513716, 16.106297 | 10081601530001 | Ladda upp en bild av detta fornminne      |
| Halltorp 154:1                         | Gravfält                         |              | Halltorp, Småland   |       | 56.465822, 16.123665 | 10081601540001 | Ladda upp en bild av detta fornminne      |
| Halltorp 155:1                         | Stensättning                     |              | Halltorp, Småland   |       | 56.462227, 16.124019 | 10081601550001 | Ladda upp en bild av detta fornminne      |
| Halltorp 156:1                         | Stensättning                     |              | Halltorp, Småland   |       | 56.461652, 16.124111 | 10081601560001 | Ladda upp en bild av detta fornminne      |
| Halltorp 157:1                         | Röse                             |              | Halltorp, Småland   |       | 56.464012, 16.124730 | 10081601570001 | Ladda upp en bild av detta fornminne      |
| Halltorp 157:2                         | Stensättning                     |              | Halltorp, Småland   |       | 56.464147, 16.124753 | 10081601570002 | Ladda upp en bild av detta fornminne      |
| Halltorp 157:3                         | Stensättning                     |              | Halltorp, Småland   |       | 56.464122, 16.124594 | 10081601570003 | Ladda upp en bild av detta fornminne      |
| Halltorp 157:4                         | Stensättning                     |              | Halltorp, Småland   |       | 56.464147, 16.124902 | 10081601570004 | Ladda upp en bild av detta fornminne      |
| Halltorp 158:1                         | Stensättning                     |              | Halltorp, Småland   |       | 56.492532, 16.168446 | 10081601580001 | Ladda upp en bild av detta fornminne      |
| Halltorp 161:1                         | Gravfält                         |              | Halltorp, Småland   |       | 56.480479, 16.132395 | 10081601610001 | Ladda upp en bild av detta fornminne      |
| Halltorp 174:1                         | Gravfält                         |              | Halltorp, Småland   |       | 56.490017, 16.123963 | 10081601740001 | Ladda upp en bild av detta fornminne      |
| Halltorp 175:1                         | Röse                             |              | Halltorp, Småland   |       | 56.480645, 16.099112 | 10081601750001 | Ladda upp en till bild av detta fornminne |
| Halltorp 176:1                         | Röse                             |              | Halltorp, Småland   |       | 56.477551, 16.101266 | 10081601760001 | Ladda upp en bild av detta fornminne      |
| Halltorp 177:1                         | Gravfält                         |              | Halltorp, Småland   |       | 56.478050, 16.100308 | 10081601770001 | Ladda upp en bild av detta fornminne      |
| Halltorp 180:1                         | Röse                             |              | Halltorp, Småland   |       | 56.501841, 16.036324 | 10081601800001 | Ladda upp en bild av detta fornminne      |
| Halltorp 275                           | Stensättning                     |              | Halltorp, Småland   |       | 56.481246, 16.132156 | 12000000101955 | Ladda upp en bild av detta fornminne      |
| Halltorp 278                           | Stensättning                     |              | Halltorp, Småland   |       | 56.489834, 16.120900 | 12000000101958 | Ladda upp en bild av detta fornminne      |
| Halltorp 281                           | Stensättning                     |              | Halltorp, Småland   |       | 56.481372, 16.132239 | 12000000101961 | Ladda upp en bild av detta fornminne      |
| Halltorp 283                           | Stensättning                     |              | Halltorp, Småland   |       | 56.482308, 16.134666 | 12000000101963 | Ladda upp en bild av detta fornminne      |

## Hossmo
| Namn                       | Lämningstyp                 | Tillkomsttid | Historisk indelning | Plats | Läge                 | ID-nr          | Bild                                 |
| -------------------------- | --------------------------- | ------------ | ------------------- | ----- | -------------------- | -------------- | ------------------------------------ |
| Dunderbacken (Hossmo 2:1)  | Röse                        |              | Hossmo, Småland     |       | 56.642573, 16.253299 | 10081800020001 | Ladda upp en bild av detta fornminne |
| Hossmo 3:1                 | Runristning                 |              | Hossmo, Småland     |       | 56.637112, 16.225023 | 10081800030001 | Ladda upp en bild av detta fornminne |
| Hossmo 3:2                 | Runristning                 |              | Hossmo, Småland     |       | 56.637444, 16.224678 | 10081800030002 | Ladda upp en bild av detta fornminne |
| Hossmo 4:1                 | Röse                        |              | Hossmo, Småland     |       | 56.640472, 16.207608 | 10081800040001 | Ladda upp en bild av detta fornminne |
| Budda rör (Hossmo 5:1)     | Röse                        |              | Hossmo, Småland     |       | 56.642909, 16.209536 | 10081800050001 | Ladda upp en bild av detta fornminne |
| Hossmo 6:1                 | Stensättning                |              | Hossmo, Småland     |       | 56.639304, 16.211018 | 10081800060001 | Ladda upp en bild av detta fornminne |
| Kungsstenarna (Hossmo 7:1) | Grav markerad av sten/block |              | Hossmo, Småland     |       | 56.662501, 16.222614 | 10081800070001 | Ladda upp en bild av detta fornminne |
| Kungsstenarna (Hossmo 7:2) | Grav markerad av sten/block |              | Hossmo, Småland     |       | 56.662489, 16.222740 | 10081800070002 | Ladda upp en bild av detta fornminne |
| Hossmo 8:1                 | Stensättning                |              | Hossmo, Småland     |       | 56.659852, 16.222035 | 10081800080001 | Ladda upp en bild av detta fornminne |
| Hossmo 8:2                 | Grav markerad av sten/block |              | Hossmo, Småland     |       | 56.659942, 16.222052 | 10081800080002 | Ladda upp en bild av detta fornminne |
| Hossmo 8:3                 | Grav markerad av sten/block |              | Hossmo, Småland     |       | 56.659937, 16.221939 | 10081800080003 | Ladda upp en bild av detta fornminne |
| Hossmo 9:1                 | Stensättning                |              | Hossmo, Småland     |       | 56.653483, 16.232993 | 10081800090001 | Ladda upp en bild av detta fornminne |
| Hossmo 10:1                | Stensättning                |              | Hossmo, Småland     |       | 56.660220, 16.227701 | 10081800100001 | Ladda upp en bild av detta fornminne |
| Hossmo 10:3                | Stensättning                |              | Hossmo, Småland     |       | 56.659988, 16.227421 | 10081800100003 | Ladda upp en bild av detta fornminne |
| Hossmo 11:1                | Röse                        |              | Hossmo, Småland     |       | 56.653915, 16.226982 | 10081800110001 | Ladda upp en bild av detta fornminne |
| Hossmo 13:1                | Röse                        |              | Hossmo, Småland     |       | 56.621703, 16.233800 | 10081800130001 | Ladda upp en bild av detta fornminne |
| Hossmo 19:1                | Stensättning                |              | Hossmo, Småland     |       | 56.632329, 16.246117 | 10081800190001 | Ladda upp en bild av detta fornminne |
| Kumble kulle (Hossmo 27:1) | Stensättning                |              | Hossmo, Småland     |       | 56.654386, 16.217316 | 10081800270001 | Ladda upp en bild av detta fornminne |
| Hossmo 162                 | Runristning                 |              | Hossmo, Småland     |       | 56.637090, 16.225029 | 12000000048712 | Ladda upp en bild av detta fornminne |
| Hossmo 163                 | Runristning                 |              | Hossmo, Småland     |       | 56.637108, 16.225020 | 12000000048713 | Ladda upp en bild av detta fornminne |
| Hossmo 164                 | Runristning                 |              | Hossmo, Småland     |       | 56.637085, 16.225029 | 12000000048714 | Ladda upp en bild av detta fornminne |
| Hossmo 172                 | Hällristning                |              | Hossmo, Småland     |       | 56.628249, 16.240792 | 12000000113130 | Ladda upp en bild av detta fornminne |

## Kalmar
| Namn                                 | Lämningstyp                 | Tillkomsttid | Historisk indelning | Plats | Läge                 | ID-nr          | Bild                                      |
| ------------------------------------ | --------------------------- | ------------ | ------------------- | ----- | -------------------- | -------------- | ----------------------------------------- |
| Tjuvbackarna (Kalmar 1:1)            | Gravfält                    |              | Kalmar, Småland     |       | 56.679057, 16.307957 | 10082600010001 | Ladda upp en bild av detta fornminne      |
| Kalmar 5:1                           | Gravfält                    |              | Kalmar, Småland     |       | 56.678152, 16.301164 | 10082600050001 | Ladda upp en bild av detta fornminne      |
| Kalmar 7:1                           | Gravfält                    |              | Kalmar, Småland     |       | 56.674827, 16.304726 | 10082600070001 | Ladda upp en bild av detta fornminne      |
| Kalmar 8:1                           | Gravfält                    |              | Kalmar, Småland     |       | 56.673414, 16.307667 | 10082600080001 | Ladda upp en bild av detta fornminne      |
| Dösebacken (Kalmar 9:1)              | Gravfält                    |              | Kalmar, Småland     |       | 56.674284, 16.317021 | 10082600090001 | Ladda upp en bild av detta fornminne      |
| Kalmar 10:1                          | Stenkrets                   |              | Kalmar, Småland     |       | 56.680719, 16.318935 | 10082600100001 | Ladda upp en bild av detta fornminne      |
| Kalmar 10:2                          | Grav markerad av sten/block |              | Kalmar, Småland     |       | 56.680707, 16.319131 | 10082600100002 | Ladda upp en till bild av detta fornminne |
| Kalmar 10:3                          | Stenkrets                   |              | Kalmar, Småland     |       | 56.680604, 16.318543 | 10082600100003 | Ladda upp en till bild av detta fornminne |
| Kalmar 10:4                          | Stenkrets                   |              | Kalmar, Småland     |       | 56.680565, 16.318738 | 10082600100004 | Ladda upp en till bild av detta fornminne |
| Brukshagen (Kalmar 12:1)             | Gravfält                    |              | Kalmar, Småland     |       | 56.681691, 16.324405 | 10082600120001 | Ladda upp en till bild av detta fornminne |
| Djurängshagen (Kalmar 14:1)          | Gravfält                    |              | Kalmar, Småland     |       | 56.688347, 16.330004 | 10082600140001 | Ladda upp en bild av detta fornminne      |
| Djurängsbacken (Kalmar 15:1)         | Gravfält                    |              | Kalmar, Småland     |       | 56.689136, 16.336880 | 10082600150001 | Ladda upp en bild av detta fornminne      |
| Kalmar 19:1                          | Röse                        |              | Kalmar, Småland     |       | 56.702373, 16.372258 | 10082600190001 | Ladda upp en bild av detta fornminne      |
| Kalmar 20:1                          | Röse                        |              | Kalmar, Småland     |       | 56.702251, 16.369910 | 10082600200001 | Ladda upp en bild av detta fornminne      |
| Kalmar 21:1                          | Stensättning                |              | Kalmar, Småland     |       | 56.701971, 16.368949 | 10082600210001 | Ladda upp en bild av detta fornminne      |
| Kalmar 22:1                          | Stensättning                |              | Kalmar, Småland     |       | 56.664487, 16.304814 | 10082600220001 | Ladda upp en bild av detta fornminne      |
| Kalmar 23:1                          | Stensättning                |              | Kalmar, Småland     |       | 56.661152, 16.302752 | 10082600230001 | Ladda upp en bild av detta fornminne      |
| Västra hage (Kalmar 24:1)            | Stensättning                |              | Kalmar, Småland     |       | 56.660482, 16.299339 | 10082600240001 | Ladda upp en bild av detta fornminne      |
| Kalmar 26:1                          | Minnesmärke                 |              | Kalmar, Småland     |       | 56.631924, 16.317950 | 10082600260001 | Ladda upp en till bild av detta fornminne |
| Kalmar 27:1                          | Fästning/skans              |              | Kalmar, Småland     |       | 56.650535, 16.326111 | 10082600270001 | Ladda upp en bild av detta fornminne      |
| Svinö skans (Kalmar 28:1)            | Fästning/skans              |              | Kalmar, Småland     |       | 56.682956, 16.382701 | 10082600280001 | Ladda upp en till bild av detta fornminne |
| Skallö skans (Kalmar 29:1)           | Fästning/skans              |              | Kalmar, Småland     |       | 56.677845, 16.403154 | 10082600290001 | Ladda upp en bild av detta fornminne      |
| Carolus Philippus (Kalmar 50:1)      | Stadsbefästning             |              | Kalmar, Småland     |       | 56.666652, 16.371326 | 10082600500001 | Ladda upp en bild av detta fornminne      |
| Bastionen Regeringen (Kalmar 51:1)   | Stadsbefästning             |              | Kalmar, Småland     |       | 56.665283, 16.372587 | 10082600510001 | Ladda upp en bild av detta fornminne      |
| Bastionen Johannes Rex (Kalmar 52:1) | Stadsbefästning             |              | Kalmar, Småland     |       | 56.662093, 16.365057 | 10082600520001 | Ladda upp en till bild av detta fornminne |
| Kalmar 53:2                          | Stadsbefästning             |              | Kalmar, Småland     |       | 56.658630, 16.353595 | 10082600530002 | Ladda upp en bild av detta fornminne      |
| Skansen (Kalmar 54:1)                | Stadsbefästning             |              | Kalmar, Småland     |       | 56.658021, 16.347832 | 10082600540001 | Ladda upp en till bild av detta fornminne |
| Kalmar 55:1                          | Stadsvall/stadsmur          |              | Kalmar, Småland     |       | 56.658637, 16.349024 | 10082600550001 | Ladda upp en till bild av detta fornminne |
| Kalmar 56:1                          | Begravningsplats            |              | Kalmar, Småland     |       | 56.660542, 16.351984 | 10082600560001 | Ladda upp en till bild av detta fornminne |
| Kalmar 56:2                          | Kyrka/kapell                |              | Kalmar, Småland     |       | 56.660495, 16.351872 | 10082600560002 | Ladda upp en till bild av detta fornminne |
| Kalmar 59:1                          | Stadsbefästning             |              | Kalmar, Småland     |       | 56.656159, 16.350791 | 10082600590001 | Ladda upp en bild av detta fornminne      |
| Danska kullarna (Kalmar 60:1)        | Stadsbefästning             |              | Kalmar, Småland     |       | 56.656392, 16.349524 | 10082600600001 | Ladda upp en bild av detta fornminne      |
| Danska kullarna (Kalmar 60:2)        | Stadsbefästning             |              | Kalmar, Småland     |       | 56.657210, 16.349086 | 10082600600002 | Ladda upp en bild av detta fornminne      |
| Kalmar 61:1                          | Stadsvall/stadsmur          |              | Kalmar, Småland     |       | 56.657494, 16.352514 | 10082600610001 | Ladda upp en till bild av detta fornminne |
| Ravelinen Prins Carl (Kalmar 62:1)   | Stadsbefästning             |              | Kalmar, Småland     |       | 56.663661, 16.357509 | 10082600620001 | Ladda upp en till bild av detta fornminne |
| Brukshagen (Kalmar 69:1)             | Stensättning                |              | Kalmar, Småland     |       | 56.680753, 16.322446 | 10082600690001 | Ladda upp en bild av detta fornminne      |
| Kalmar 77:1                          | Stadsvall/stadsmur          |              | Kalmar, Småland     |       | 56.660566, 16.348263 | 10082600770001 | Ladda upp en till bild av detta fornminne |
| Skojarebacken (Kalmar 78:1)          | Stensättning                |              | Kalmar, Småland     |       | 56.672729, 16.298517 | 10082600780001 | Ladda upp en bild av detta fornminne      |
| Kalmar 79:1                          | Minnesmärke                 |              | Kalmar, Småland     |       | 56.659869, 16.347828 | 10082600790001 | Ladda upp en bild av detta fornminne      |
| Kalmar 85:1                          | Stenkrets                   |              | Kalmar, Småland     |       | 56.665168, 16.323352 | 10082600850001 | Ladda upp en bild av detta fornminne      |
| Kalmar 88:1                          | Borg                        |              | Kalmar, Småland     |       | 56.672856, 16.375755 | 10082600880001 | Ladda upp en till bild av detta fornminne |
| Högvakten (Kalmar 108:1)             | Stadsbefästning             |              | Kalmar, Småland     |       | 56.663889, 16.359117 | 10082601080001 | Ladda upp en till bild av detta fornminne |

## Kläckeberga
| Namn                               | Lämningstyp             | Tillkomsttid | Historisk indelning  | Plats | Läge                 | ID-nr          | Bild                                 |
| ---------------------------------- | ----------------------- | ------------ | -------------------- | ----- | -------------------- | -------------- | ------------------------------------ |
| Kläckeberga 1:1                    | Röse                    |              | Kläckeberga, Småland |       | 56.712054, 16.247862 | 10082900010001 | Ladda upp en bild av detta fornminne |
| Kläckeberga 2:1                    | Röse                    |              | Kläckeberga, Småland |       | 56.708177, 16.256301 | 10082900020001 | Ladda upp en bild av detta fornminne |
| Kläckeberga 2:2                    | Stensättning            |              | Kläckeberga, Småland |       | 56.708113, 16.255730 | 10082900020002 | Ladda upp en bild av detta fornminne |
| Kläckeberga 3:1                    | Gravfält                |              | Kläckeberga, Småland |       | 56.704545, 16.252740 | 10082900030001 | Ladda upp en bild av detta fornminne |
| Trullrör (Kläckeberga 5:1)         | Röse                    |              | Kläckeberga, Småland |       | 56.695523, 16.264683 | 10082900050001 | Ladda upp en bild av detta fornminne |
| Kläckeberga 6:1                    | Röse                    |              | Kläckeberga, Småland |       | 56.694401, 16.269762 | 10082900060001 | Ladda upp en bild av detta fornminne |
| Kläckeberga 7:1                    | Stensättning            |              | Kläckeberga, Småland |       | 56.694064, 16.272128 | 10082900070001 | Ladda upp en bild av detta fornminne |
| Kläckeberga 10:1                   | Röse                    |              | Kläckeberga, Småland |       | 56.690917, 16.275266 | 10082900100001 | Ladda upp en bild av detta fornminne |
| Kläckeberga 16:1                   | Gravfält                |              | Kläckeberga, Småland |       | 56.694350, 16.292241 | 10082900160001 | Ladda upp en bild av detta fornminne |
| Kläckeberga 19:1                   | Gravfält                |              | Kläckeberga, Småland |       | 56.692129, 16.266664 | 10082900190001 | Ladda upp en bild av detta fornminne |
| Kläckeberga 22:1                   | Röse                    |              | Kläckeberga, Småland |       | 56.709467, 16.247875 | 10082900220001 | Ladda upp en bild av detta fornminne |
| Borgeberg (Kläckeberga 25:1)       | Fornborg                |              | Kläckeberga, Småland |       | 56.722506, 16.269078 | 10082900250001 | Ladda upp en bild av detta fornminne |
| Kläckeberga 26:1                   | Röse                    |              | Kläckeberga, Småland |       | 56.701047, 16.289848 | 10082900260001 | Ladda upp en bild av detta fornminne |
| Tyttyrör (27:1) (Kläckeberga 27:1) | Röse                    |              | Kläckeberga, Småland |       | 56.702873, 16.266916 | 10082900270001 | Ladda upp en bild av detta fornminne |
| Tyttyrör (27:1) (Kläckeberga 27:2) | Röse                    |              | Kläckeberga, Småland |       | 56.702711, 16.267113 | 10082900270002 | Ladda upp en bild av detta fornminne |
| Kläckeberga 28:2                   | Gravfält                |              | Kläckeberga, Småland |       | 56.703369, 16.271419 | 10082900280002 | Ladda upp en bild av detta fornminne |
| Kläckeberga 30:1                   | Röse                    |              | Kläckeberga, Småland |       | 56.711965, 16.289428 | 10082900300001 | Ladda upp en bild av detta fornminne |
| Kläckeberga 31:1                   | Stensättning            |              | Kläckeberga, Småland |       | 56.715134, 16.288925 | 10082900310001 | Ladda upp en bild av detta fornminne |
| Kläckeberga 34:1                   | Stensättning            |              | Kläckeberga, Småland |       | 56.715365, 16.292384 | 10082900340001 | Ladda upp en bild av detta fornminne |
| Kläckeberga 36:1                   | Stensättning            |              | Kläckeberga, Småland |       | 56.713826, 16.365196 | 10082900360001 | Ladda upp en bild av detta fornminne |
| Kläckeberga 36:2                   | Stensättning            |              | Kläckeberga, Småland |       | 56.713916, 16.365636 | 10082900360002 | Ladda upp en bild av detta fornminne |
| Kläckeberga 36:3                   | Husgrund, historisk tid |              | Kläckeberga, Småland |       | 56.714131, 16.365661 | 10082900360003 | Ladda upp en bild av detta fornminne |
| Kläckeberga 38:1                   | Stensättning            |              | Kläckeberga, Småland |       | 56.725815, 16.374059 | 10082900380001 | Ladda upp en bild av detta fornminne |
| Kläckeberga 49:1                   | Stensättning            |              | Kläckeberga, Småland |       | 56.716369, 16.316926 | 10082900490001 | Ladda upp en bild av detta fornminne |
| Kläckeberga 53:1                   | Begravningsplats        |              | Kläckeberga, Småland |       | 56.715874, 16.367659 | 10082900530001 | Ladda upp en bild av detta fornminne |
| Kruset (Kläckeberga 57:1)          | Lägenhetsbebyggelse     |              | Kläckeberga, Småland |       | 56.711761, 16.322037 | 10082900570001 | Ladda upp en bild av detta fornminne |
| Kläckeberga 66:1                   | Lägenhetsbebyggelse     |              | Kläckeberga, Småland |       | 56.709081, 16.296933 | 10082900660001 | Ladda upp en bild av detta fornminne |
| Kläckeberga 73:1                   | Stensättning            |              | Kläckeberga, Småland |       | 56.720995, 16.305288 | 10082900730001 | Ladda upp en bild av detta fornminne |
| Kläckeberga 82:1                   | Röse                    |              | Kläckeberga, Småland |       | 56.718011, 16.326119 | 10082900820001 | Ladda upp en bild av detta fornminne |
| Kläckeberga 113:1                  | Borg                    |              | Kläckeberga, Småland |       | 56.707687, 16.286746 | 10082901130001 | Ladda upp en bild av detta fornminne |
| Kläckeberga 192                    | Lägenhetsbebyggelse     |              | Kläckeberga, Småland |       | 56.682714, 16.302563 | 12000000037982 | Ladda upp en bild av detta fornminne |
| Kläckeberga 198                    | Röse                    |              | Kläckeberga, Småland |       | 56.718669, 16.326616 | 12000000053491 | Ladda upp en bild av detta fornminne |
| Kläckeberga 200                    | Röse                    |              | Kläckeberga, Småland |       | 56.718959, 16.318559 | 12000000056783 | Ladda upp en bild av detta fornminne |

## Ljungby
Se Lista över fornlämningar i Kalmar kommun (Ljungby)

## Mortorp
| Namn                                     | Lämningstyp                 | Tillkomsttid | Historisk indelning | Plats | Läge                 | ID-nr          | Bild                                 |
| ---------------------------------------- | --------------------------- | ------------ | ------------------- | ----- | -------------------- | -------------- | ------------------------------------ |
| Mortorp 2:1                              | Gravfält                    |              | Mortorp, Småland    |       | 56.676914, 15.996726 | 10084600020001 | Ladda upp en bild av detta fornminne |
| Mortorp 11:1                             | Gravfält                    |              | Mortorp, Småland    |       | 56.644802, 16.012437 | 10084600110001 | Ladda upp en bild av detta fornminne |
| Mortorp 12:1                             | Gravfält                    |              | Mortorp, Småland    |       | 56.643307, 16.013332 | 10084600120001 | Ladda upp en bild av detta fornminne |
| Mortorp 13:1                             | Gravfält                    |              | Mortorp, Småland    |       | 56.642209, 16.014365 | 10084600130001 | Ladda upp en bild av detta fornminne |
| Mortorp 14:1                             | Stenkrets                   |              | Mortorp, Småland    |       | 56.600245, 16.102308 | 10084600140001 | Ladda upp en bild av detta fornminne |
| Mortorp 15:1                             | Fornborg                    |              | Mortorp, Småland    |       | 56.635333, 15.967511 | 10084600150001 | Ladda upp en bild av detta fornminne |
| Mortorp 17:1                             | Gravfält                    |              | Mortorp, Småland    |       | 56.605007, 16.105136 | 10084600170001 | Ladda upp en bild av detta fornminne |
| Mortorp 18:1                             | Gravfält                    |              | Mortorp, Småland    |       | 56.604989, 16.102899 | 10084600180001 | Ladda upp en bild av detta fornminne |
| Frösteshög (Mortorp 19:1)                | Gravfält                    |              | Mortorp, Småland    |       | 56.604413, 16.076615 | 10084600190001 | Ladda upp en bild av detta fornminne |
| Mortorp 21:1                             | Grav markerad av sten/block |              | Mortorp, Småland    |       | 56.635612, 16.029215 | 10084600210001 | Ladda upp en bild av detta fornminne |
| Mortorp 21:2                             | Grav markerad av sten/block |              | Mortorp, Småland    |       | 56.635604, 16.028988 | 10084600210002 | Ladda upp en bild av detta fornminne |
| Mortorp 23:1                             | Stensättning                |              | Mortorp, Småland    |       | 56.643859, 16.014701 | 10084600230001 | Ladda upp en bild av detta fornminne |
| Mortorp 23:2                             | Hällristning                |              | Mortorp, Småland    |       | 56.643878, 16.014859 | 10084600230002 | Ladda upp en bild av detta fornminne |
| Mortorp 24:1                             | Hällristning                |              | Mortorp, Småland    |       | 56.592952, 16.094216 | 10084600240001 | Ladda upp en bild av detta fornminne |
| Mortorp 25:1                             | Gravfält                    |              | Mortorp, Småland    |       | 56.584814, 16.088929 | 10084600250001 | Ladda upp en bild av detta fornminne |
| Mortorp 26:1                             | Stenkrets                   |              | Mortorp, Småland    |       | 56.590507, 16.093103 | 10084600260001 | Ladda upp en bild av detta fornminne |
| Mortorp 27:1                             | Stenkrets                   |              | Mortorp, Småland    |       | 56.591740, 16.092553 | 10084600270001 | Ladda upp en bild av detta fornminne |
| Mortorp 28:1                             | Gravfält                    |              | Mortorp, Småland    |       | 56.592937, 16.092707 | 10084600280001 | Ladda upp en bild av detta fornminne |
| Mortorp 30:1                             | Hällristning                |              | Mortorp, Småland    |       | 56.589122, 16.086477 | 10084600300001 | Ladda upp en bild av detta fornminne |
| Mortorp 34:1                             | Hällristning                |              | Mortorp, Småland    |       | 56.595222, 16.095844 | 10084600340001 | Ladda upp en bild av detta fornminne |
| Dackeborgen(Hammarsfäste) (Mortorp 42:1) | Husgrund, historisk tid     |              | Mortorp, Småland    |       | 56.592521, 16.009970 | 10084600420001 | Ladda upp en bild av detta fornminne |
| Kompassen (Mortorp 71:1)                 | Husgrund, historisk tid     |              | Mortorp, Småland    |       | 56.651201, 15.925442 | 10084600710001 | Ladda upp en bild av detta fornminne |

## Ryssby
| Namn                                   | Lämningstyp                 | Tillkomsttid | Historisk indelning | Plats        | Läge                 | ID-nr          | Bild                                      |
| -------------------------------------- | --------------------------- | ------------ | ------------------- | ------------ | -------------------- | -------------- | ----------------------------------------- |
| Ryssby 1:1                             | Röse                        |              | Ryssby, Småland     |              | 56.806808, 16.357445 | 10086100010001 | Ladda upp en till bild av detta fornminne |
| Ryssby 2:1                             | Röse                        |              | Ryssby, Småland     |              | 56.772499, 16.476562 | 10086100020001 | Ladda upp en bild av detta fornminne      |
| Ryssby 3:1                             | Röse                        |              | Ryssby, Småland     |              | 56.778127, 16.476534 | 10086100030001 | Ladda upp en bild av detta fornminne      |
| Ryssby 3:2                             | Stensättning                |              | Ryssby, Småland     |              | 56.777870, 16.477244 | 10086100030002 | Ladda upp en bild av detta fornminne      |
| Ryssby 6:1                             | Röse                        |              | Ryssby, Småland     |              | 56.773902, 16.474300 | 10086100060001 | Ladda upp en bild av detta fornminne      |
| Ryssby 8:1                             | Röse                        |              | Ryssby, Småland     |              | 56.769609, 16.470808 | 10086100080001 | Ladda upp en bild av detta fornminne      |
| Ryssby 8:2                             | Stensättning                |              | Ryssby, Småland     |              | 56.769605, 16.470373 | 10086100080002 | Ladda upp en bild av detta fornminne      |
| Ryssby 8:3                             | Minnesmärke                 |              | Ryssby, Småland     |              | 56.769498, 16.470307 | 10086100080003 | Ladda upp en bild av detta fornminne      |
| Ryssby 9:1                             | Minnesmärke                 |              | Ryssby, Småland     |              | 56.762548, 16.454254 | 10086100090001 | Ladda upp en bild av detta fornminne      |
| Ryssby 10:1                            | Stensättning                |              | Ryssby, Småland     |              | 56.761892, 16.449922 | 10086100100001 | Ladda upp en bild av detta fornminne      |
| Drags kanal (Ryssby 12:2)              | Fästning/skans              |              | Ryssby, Småland     |              | 56.778971, 16.416958 | 10086100120002 | Ladda upp en bild av detta fornminne      |
| Drags kanal (Ryssby 12:3)              | Fästning/skans              |              | Ryssby, Småland     |              | 56.778711, 16.416061 | 10086100120003 | Ladda upp en bild av detta fornminne      |
| Skägge Rör (Ryssby 13:1)               | Röse                        |              | Ryssby, Småland     |              | 56.779626, 16.410652 | 10086100130001 | Ladda upp en bild av detta fornminne      |
| Ryssby 15:1                            | Röse                        |              | Ryssby, Småland     |              | 56.781881, 16.384043 | 10086100150001 | Ladda upp en bild av detta fornminne      |
| Ryssby 17:1                            | Stensättning                |              | Ryssby, Småland     |              | 56.789226, 16.368135 | 10086100170001 | Ladda upp en bild av detta fornminne      |
| Ryssby 18:1                            | Grav markerad av sten/block |              | Ryssby, Småland     |              | 56.791853, 16.367585 | 10086100180001 | Ladda upp en bild av detta fornminne      |
| Ryssby 18:2                            | Grav markerad av sten/block |              | Ryssby, Småland     |              | 56.791852, 16.367470 | 10086100180002 | Ladda upp en bild av detta fornminne      |
| Ryssby 18:3                            | Grav markerad av sten/block |              | Ryssby, Småland     |              | 56.791869, 16.367356 | 10086100180003 | Ladda upp en bild av detta fornminne      |
| Ryssby 19:1                            | Röse                        |              | Ryssby, Småland     |              | 56.792216, 16.366728 | 10086100190001 | Ladda upp en bild av detta fornminne      |
| Ryssby 20:1                            | Röse                        |              | Ryssby, Småland     |              | 56.789704, 16.366834 | 10086100200001 | Ladda upp en bild av detta fornminne      |
| Ryssby 22:1                            | Röse                        |              | Ryssby, Småland     |              | 56.799773, 16.367963 | 10086100220001 | Ladda upp en bild av detta fornminne      |
| Ryssby 23:1                            | Stensättning                |              | Ryssby, Småland     |              | 56.799076, 16.365420 | 10086100230001 | Ladda upp en bild av detta fornminne      |
| Järkeberg (Ryssby 26:1)                | Röse                        |              | Ryssby, Småland     |              | 56.805252, 16.400523 | 10086100260001 | Ladda upp en bild av detta fornminne      |
| Ryssby 27:2                            | Fästning/skans              |              | Ryssby, Småland     |              | 56.798289, 16.354308 | 10086100270002 | Ladda upp en bild av detta fornminne      |
| "Ryssby skans" (Ryssby 28:1)           | Fästning/skans              |              | Ryssby, Småland     |              | 56.798324, 16.350652 | 10086100280001 | Ladda upp en till bild av detta fornminne |
| Ryssby 29:1                            | Röse                        |              | Ryssby, Småland     |              | 56.810870, 16.388506 | 10086100290001 | Ladda upp en bild av detta fornminne      |
| Ryssby 33:1                            | Röse                        |              | Ryssby, Småland     |              | 56.818453, 16.366989 | 10086100330001 | Ladda upp en bild av detta fornminne      |
| Ryssby 34:1                            | Röse                        |              | Ryssby, Småland     |              | 56.821623, 16.466215 | 10086100340001 | Ladda upp en bild av detta fornminne      |
| Ryssby 36:1                            | Röse                        |              | Ryssby, Småland     |              | 56.828453, 16.406772 | 10086100360001 | Ladda upp en bild av detta fornminne      |
| Ryssby 38:1                            | Röse                        |              | Ryssby, Småland     |              | 56.832957, 16.407531 | 10086100380001 | Ladda upp en bild av detta fornminne      |
| Ryssby 43:1                            | Röse                        |              | Ryssby, Småland     |              | 56.861834, 16.442599 | 10086100430001 | Ladda upp en bild av detta fornminne      |
| Ryssby 55:1                            | Röse                        |              | Ryssby, Småland     |              | 56.819835, 16.358493 | 10086100550001 | Ladda upp en bild av detta fornminne      |
| Ryssby 71:1                            | Gravfält                    |              | Ryssby, Småland     |              | 56.805938, 16.338846 | 10086100710001 | Ladda upp en bild av detta fornminne      |
| Signalen,1850 Tingsröret (Ryssby 72:1) | Röse                        |              | Ryssby, Småland     |              | 56.804013, 16.346728 | 10086100720001 | Ladda upp en bild av detta fornminne      |
| Signalen,1850 Tingsröret (Ryssby 72:2) | Stensättning                |              | Ryssby, Småland     |              | 56.803926, 16.347237 | 10086100720002 | Ladda upp en bild av detta fornminne      |
| Signalen,1850 Tingsröret (Ryssby 72:3) | Stensättning                |              | Ryssby, Småland     |              | 56.803835, 16.347025 | 10086100720003 | Ladda upp en bild av detta fornminne      |
| Ryssby 73:1                            | Röse                        |              | Ryssby, Småland     |              | 56.803049, 16.343975 | 10086100730001 | Ladda upp en bild av detta fornminne      |
| Ryssby 74:1                            | Röse                        |              | Ryssby, Småland     |              | 56.801765, 16.343814 | 10086100740001 | Ladda upp en bild av detta fornminne      |
| Ryssby 75:1                            | Röse                        |              | Ryssby, Småland     |              | 56.802094, 16.343089 | 10086100750001 | Ladda upp en bild av detta fornminne      |
| Silverrör (Ryssby 81:1)                | Röse                        |              | Ryssby, Småland     |              | 56.815723, 16.319003 | 10086100810001 | Ladda upp en bild av detta fornminne      |
| Ryssby 87:1                            | Stensättning                |              | Ryssby, Småland     |              | 56.809892, 16.340531 | 10086100870001 | Ladda upp en bild av detta fornminne      |
| Ryssby 90:1                            | Röse                        |              | Ryssby, Småland     |              | 56.812219, 16.337761 | 10086100900001 | Ladda upp en bild av detta fornminne      |
| Ryssby 90:2                            | Röse                        |              | Ryssby, Småland     |              | 56.812307, 16.337530 | 10086100900002 | Ladda upp en bild av detta fornminne      |
| Ryssby 90:3                            | Stensättning                |              | Ryssby, Småland     |              | 56.812302, 16.337877 | 10086100900003 | Ladda upp en bild av detta fornminne      |
| Tingekulle (området) (Ryssby 92:1)     | Stensättning                |              | Ryssby, Småland     |              | 56.811588, 16.340522 | 10086100920001 | Ladda upp en bild av detta fornminne      |
| Tingekulle (området) (Ryssby 92:2)     | Stensättning                |              | Ryssby, Småland     |              | 56.811794, 16.340305 | 10086100920002 | Ladda upp en bild av detta fornminne      |
| Ryssby 94:1                            | Röse                        |              | Ryssby, Småland     |              | 56.767628, 16.459870 | 10086100940001 | Ladda upp en bild av detta fornminne      |
| Ryssby 98:1                            | Stensättning                |              | Ryssby, Småland     |              | 56.804209, 16.336605 | 10086100980001 | Ladda upp en bild av detta fornminne      |
| Ryssby 98:2                            | Stensättning                |              | Ryssby, Småland     |              | 56.804204, 16.337375 | 10086100980002 | Ladda upp en bild av detta fornminne      |
| Ryssby 99:1                            | Stensättning                |              | Ryssby, Småland     |              | 56.803844, 16.335219 | 10086100990001 | Ladda upp en bild av detta fornminne      |
| Ryssby 99:2                            | Stensättning                |              | Ryssby, Småland     |              | 56.803610, 16.335075 | 10086100990002 | Ladda upp en bild av detta fornminne      |
| Ryssby 105:1                           | Röse                        |              | Ryssby, Småland     |              | 56.776881, 16.466077 | 10086101050001 | Ladda upp en bild av detta fornminne      |
| Ryssby 105:2                           | Stensättning                |              | Ryssby, Småland     |              | 56.776980, 16.466012 | 10086101050002 | Ladda upp en bild av detta fornminne      |
| Ryssby 112:1                           | Minnesmärke                 |              | Ryssby, Småland     |              | 56.775185, 16.438214 | 10086101120001 | Ladda upp en bild av detta fornminne      |
| Ryssby 121:1                           | Stensättning                |              | Ryssby, Småland     |              | 56.783699, 16.379759 | 10086101210001 | Ladda upp en bild av detta fornminne      |
| Ryssby 121:2                           | Stensättning                |              | Ryssby, Småland     |              | 56.783554, 16.380754 | 10086101210002 | Ladda upp en bild av detta fornminne      |
| Ryssby 122:1                           | Röse                        |              | Ryssby, Småland     |              | 56.792374, 16.411323 | 10086101220001 | Ladda upp en bild av detta fornminne      |
| Ryssby 123:1                           | Röse                        |              | Ryssby, Småland     |              | 56.793870, 16.406613 | 10086101230001 | Ladda upp en bild av detta fornminne      |
| Ryssby 123:2                           | Röse                        |              | Ryssby, Småland     |              | 56.793834, 16.406417 | 10086101230002 | Ladda upp en bild av detta fornminne      |
| Ryssby 124:1                           | Stensättning                |              | Ryssby, Småland     |              | 56.793054, 16.395213 | 10086101240001 | Ladda upp en bild av detta fornminne      |
| Ryssby 129:1                           | Stensättning                |              | Ryssby, Småland     |              | 56.800508, 16.322006 | 10086101290001 | Ladda upp en bild av detta fornminne      |
| Ryssby 131:1                           | Röse                        |              | Ryssby, Småland     |              | 56.811758, 16.355251 | 10086101310001 | Ladda upp en bild av detta fornminne      |
| Ryssby 132:1                           | Röse                        |              | Ryssby, Småland     |              | 56.813082, 16.356196 | 10086101320001 | Ladda upp en bild av detta fornminne      |
| Ryssby 134:1                           | Röse                        |              | Ryssby, Småland     |              | 56.829748, 16.409156 | 10086101340001 | Ladda upp en bild av detta fornminne      |
| Ryssby 138:1                           | Röse                        |              | Ryssby, Småland     |              | 56.836555, 16.413428 | 10086101380001 | Ladda upp en bild av detta fornminne      |
| Ryssby 143:1                           | Röse                        |              | Ryssby, Småland     |              | 56.807231, 16.373299 | 10086101430001 | Ladda upp en bild av detta fornminne      |
| Ryssby 144:1                           | Röse                        |              | Ryssby, Småland     |              | 56.808885, 16.376033 | 10086101440001 | Ladda upp en bild av detta fornminne      |
| Ryssby 145:1                           | Hällristning                |              | Ryssby, Småland     |              | 56.818241, 16.367648 | 10086101450001 | Ladda upp en bild av detta fornminne      |
| Ryssby 146:1                           | Röse                        |              | Ryssby, Småland     |              | 56.862510, 16.430986 | 10086101460001 | Ladda upp en bild av detta fornminne      |
| Ryssby 148:1                           | Gravfält                    |              | Ryssby, Småland     |              | 56.805719, 16.325816 | 10086101480001 | Ladda upp en bild av detta fornminne      |
| Ryssby 149:1                           | Röse                        |              | Ryssby, Småland     |              | 56.821875, 16.405747 | 10086101490001 | Ladda upp en bild av detta fornminne      |
| Ryssby 150:1                           | Röse                        |              | Ryssby, Småland     |              | 56.813209, 16.320440 | 10086101500001 | Ladda upp en bild av detta fornminne      |
| Ryssby 153:1                           | Gravfält                    |              | Ryssby, Småland     |              | 56.823165, 16.319970 | 10086101530001 | Ladda upp en bild av detta fornminne      |
| Ryssby 154:1                           | Röse                        |              | Ryssby, Småland     |              | 56.822842, 16.328309 | 10086101540001 | Ladda upp en bild av detta fornminne      |
| Ryssby 155:1                           | Röse                        |              | Ryssby, Småland     |              | 56.820712, 16.329554 | 10086101550001 | Ladda upp en bild av detta fornminne      |
| Ryssby 155:2                           | Röse                        |              | Ryssby, Småland     |              | 56.820334, 16.329396 | 10086101550002 | Ladda upp en bild av detta fornminne      |
| Ryssby 156:1                           | Röse                        |              | Ryssby, Småland     |              | 56.820731, 16.333748 | 10086101560001 | Ladda upp en bild av detta fornminne      |
| Ryssby 157:1                           | Röse                        |              | Ryssby, Småland     |              | 56.869945, 16.426582 | 10086101570001 | Ladda upp en bild av detta fornminne      |
| Ryssby 160:1                           | Stensättning                |              | Ryssby, Småland     |              | 56.824594, 16.322798 | 10086101600001 | Ladda upp en bild av detta fornminne      |
| Ryssby 160:2                           | Stensättning                |              | Ryssby, Småland     |              | 56.824486, 16.322882 | 10086101600002 | Ladda upp en bild av detta fornminne      |
| Sm 157 (Ryssby 164:1)                  | Runristning                 |              | Ryssby, Småland     | Ryssby kyrka | 56.801945, 16.351782 | 10086101640001 | Ladda upp en till bild av detta fornminne |
| Ryssby 234:1                           | Stensättning                |              | Ryssby, Småland     |              | 56.830117, 16.310723 | 10086102340001 | Ladda upp en bild av detta fornminne      |
| Ryssby 261:1                           | Stensättning                |              | Ryssby, Småland     |              | 56.784328, 16.396461 | 10086102610001 | Ladda upp en bild av detta fornminne      |

## Voxtorp
| Namn                              | Lämningstyp  | Tillkomsttid | Historisk indelning | Plats | Läge                 | ID-nr          | Bild                                      |
| --------------------------------- | ------------ | ------------ | ------------------- | ----- | -------------------- | -------------- | ----------------------------------------- |
| Voxtorp 3:1                       | Röse         |              | Voxtorp, Småland    |       | 56.531604, 16.142933 | 10088300030001 | Ladda upp en bild av detta fornminne      |
| Voxtorp 4:1                       | Stensättning |              | Voxtorp, Småland    |       | 56.528472, 16.148146 | 10088300040001 | Ladda upp en bild av detta fornminne      |
| Voxtorp 5:1                       | Hällristning |              | Voxtorp, Småland    |       | 56.527442, 16.150473 | 10088300050001 | Ladda upp en bild av detta fornminne      |
| Voxtorp 6:1                       | Röse         |              | Voxtorp, Småland    |       | 56.526048, 16.131984 | 10088300060001 | Ladda upp en bild av detta fornminne      |
| Voxtorp 7:1                       | Röse         |              | Voxtorp, Småland    |       | 56.527962, 16.131640 | 10088300070001 | Ladda upp en bild av detta fornminne      |
| Voxtorp 8:1                       | Röse         |              | Voxtorp, Småland    |       | 56.532488, 16.132370 | 10088300080001 | Ladda upp en bild av detta fornminne      |
| Voxtorp 9:1                       | Röse         |              | Voxtorp, Småland    |       | 56.531984, 16.130991 | 10088300090001 | Ladda upp en bild av detta fornminne      |
| Voxtorp 11:1                      | Stensättning |              | Voxtorp, Småland    |       | 56.516644, 16.185837 | 10088300110001 | Ladda upp en bild av detta fornminne      |
| Voxtorp 12:1                      | Stensättning |              | Voxtorp, Småland    |       | 56.523105, 16.181358 | 10088300120001 | Ladda upp en bild av detta fornminne      |
| Voxtorp 12:2                      | Stensättning |              | Voxtorp, Småland    |       | 56.523165, 16.181939 | 10088300120002 | Ladda upp en bild av detta fornminne      |
| Voxtorp 15:1                      | Gravfält     |              | Voxtorp, Småland    |       | 56.539473, 16.180884 | 10088300150001 | Ladda upp en bild av detta fornminne      |
| Voxtorp 15:2                      | Gravfält     |              | Voxtorp, Småland    |       | 56.540478, 16.182200 | 10088300150002 | Ladda upp en bild av detta fornminne      |
| Voxtorp 16:1                      | Gravfält     |              | Voxtorp, Småland    |       | 56.542414, 16.180719 | 10088300160001 | Ladda upp en bild av detta fornminne      |
| Voxtorp 17:1                      | Röse         |              | Voxtorp, Småland    |       | 56.535642, 16.151459 | 10088300170001 | Ladda upp en bild av detta fornminne      |
| Voxtorp 17:2                      | Stensättning |              | Voxtorp, Småland    |       | 56.535394, 16.151242 | 10088300170002 | Ladda upp en bild av detta fornminne      |
| Voxtorp 17:3                      | Stensättning |              | Voxtorp, Småland    |       | 56.535293, 16.151269 | 10088300170003 | Ladda upp en bild av detta fornminne      |
| Voxtorp 17:4                      | Stensättning |              | Voxtorp, Småland    |       | 56.535569, 16.151823 | 10088300170004 | Ladda upp en bild av detta fornminne      |
| Voxtorp 17:5                      | Stensättning |              | Voxtorp, Småland    |       | 56.535425, 16.151612 | 10088300170005 | Ladda upp en bild av detta fornminne      |
| Voxtorp 18:1                      | Röse         |              | Voxtorp, Småland    |       | 56.541709, 16.151432 | 10088300180001 | Ladda upp en bild av detta fornminne      |
| Voxtorp 18:2                      | Stensättning |              | Voxtorp, Småland    |       | 56.541494, 16.151367 | 10088300180002 | Ladda upp en bild av detta fornminne      |
| Voxtorp 18:3                      | Stensättning |              | Voxtorp, Småland    |       | 56.541844, 16.151691 | 10088300180003 | Ladda upp en bild av detta fornminne      |
| Landshövdingehögen (Voxtorp 19:1) | Röse         |              | Voxtorp, Småland    |       | 56.544771, 16.150191 | 10088300190001 | Ladda upp en bild av detta fornminne      |
| Landshövdingehögen (Voxtorp 19:2) | Stensättning |              | Voxtorp, Småland    |       | 56.544402, 16.150415 | 10088300190002 | Ladda upp en bild av detta fornminne      |
| Voxtorp 20:1                      | Röse         |              | Voxtorp, Småland    |       | 56.546585, 16.146119 | 10088300200001 | Ladda upp en till bild av detta fornminne |
| Voxtorp 21:1                      | Gravfält     |              | Voxtorp, Småland    |       | 56.545746, 16.144232 | 10088300210001 | Ladda upp en bild av detta fornminne      |
| Voxtorp 24:1                      | Gravfält     |              | Voxtorp, Småland    |       | 56.543754, 16.143529 | 10088300240001 | Ladda upp en bild av detta fornminne      |
| Voxtorp 25:1                      | Röse         |              | Voxtorp, Småland    |       | 56.546923, 16.138897 | 10088300250001 | Ladda upp en bild av detta fornminne      |
| Voxtorp 29:1                      | Röse         |              | Voxtorp, Småland    |       | 56.533080, 16.130986 | 10088300290001 | Ladda upp en bild av detta fornminne      |
| Voxtorp 29:3                      | Stensättning |              | Voxtorp, Småland    |       | 56.533565, 16.131683 | 10088300290003 | Ladda upp en bild av detta fornminne      |
| Voxtorp 30:1                      | Gravfält     |              | Voxtorp, Småland    |       | 56.532700, 16.128465 | 10088300300001 | Ladda upp en bild av detta fornminne      |
| Voxtorp 32:1                      | Stensättning |              | Voxtorp, Småland    |       | 56.530066, 16.122582 | 10088300320001 | Ladda upp en bild av detta fornminne      |
| Voxtorp 32:2                      | Röse         |              | Voxtorp, Småland    |       | 56.529526, 16.121546 | 10088300320002 | Ladda upp en bild av detta fornminne      |
| Voxtorp 32:3                      | Stensättning |              | Voxtorp, Småland    |       | 56.529362, 16.121189 | 10088300320003 | Ladda upp en bild av detta fornminne      |
| Voxtorp 33:1                      | Stensättning |              | Voxtorp, Småland    |       | 56.528092, 16.118918 | 10088300330001 | Ladda upp en bild av detta fornminne      |
| Voxtorp 33:2                      | Stensättning |              | Voxtorp, Småland    |       | 56.527843, 16.118426 | 10088300330002 | Ladda upp en bild av detta fornminne      |
| Voxtorp 34:1                      | Röse         |              | Voxtorp, Småland    |       | 56.532048, 16.121021 | 10088300340001 | Ladda upp en bild av detta fornminne      |
| Voxtorp 35:1                      | Gravfält     |              | Voxtorp, Småland    |       | 56.528243, 16.123751 | 10088300350001 | Ladda upp en bild av detta fornminne      |
| Voxtorp 36:1                      | Stensättning |              | Voxtorp, Småland    |       | 56.527933, 16.122334 | 10088300360001 | Ladda upp en bild av detta fornminne      |
| Voxtorp 37:1                      | Gravfält     |              | Voxtorp, Småland    |       | 56.527075, 16.121954 | 10088300370001 | Ladda upp en bild av detta fornminne      |
| Voxtorp 38:1                      | Hög          |              | Voxtorp, Småland    |       | 56.522699, 16.129337 | 10088300380001 | Ladda upp en bild av detta fornminne      |
| Voxtorp 38:2                      | Röse         |              | Voxtorp, Småland    |       | 56.523099, 16.128979 | 10088300380002 | Ladda upp en bild av detta fornminne      |
| Voxtorp 39:1                      | Stensättning |              | Voxtorp, Småland    |       | 56.526640, 16.120116 | 10088300390001 | Ladda upp en bild av detta fornminne      |
| Voxtorp 39:2                      | Stensättning |              | Voxtorp, Småland    |       | 56.526655, 16.120294 | 10088300390002 | Ladda upp en bild av detta fornminne      |
| Voxtorp 39:3                      | Stensättning |              | Voxtorp, Småland    |       | 56.526664, 16.120459 | 10088300390003 | Ladda upp en bild av detta fornminne      |
| Voxtorp 40:1                      | Gravfält     |              | Voxtorp, Småland    |       | 56.527015, 16.116432 | 10088300400001 | Ladda upp en bild av detta fornminne      |
| Voxtorp 41:1                      | Röse         |              | Voxtorp, Småland    |       | 56.531563, 16.150269 | 10088300410001 | Ladda upp en bild av detta fornminne      |
| Voxtorp 42:1                      | Röse         |              | Voxtorp, Småland    |       | 56.542129, 16.142919 | 10088300420001 | Ladda upp en bild av detta fornminne      |
| Voxtorp 42:2                      | Röse         |              | Voxtorp, Småland    |       | 56.542100, 16.143170 | 10088300420002 | Ladda upp en till bild av detta fornminne |
| Voxtorp 51:1                      | Stensättning |              | Voxtorp, Småland    |       | 56.526711, 16.178211 | 10088300510001 | Ladda upp en bild av detta fornminne      |
| Voxtorp 52:1                      | Stensättning |              | Voxtorp, Småland    |       | 56.532061, 16.181226 | 10088300520001 | Ladda upp en bild av detta fornminne      |
| Voxtorp 53:1                      | Röse         |              | Voxtorp, Småland    |       | 56.541793, 16.160803 | 10088300530001 | Ladda upp en bild av detta fornminne      |
| Voxtorp 54:1                      | Stensättning |              | Voxtorp, Småland    |       | 56.519143, 16.160245 | 10088300540001 | Ladda upp en bild av detta fornminne      |
| Voxtorp 55:1                      | Stenkrets    |              | Voxtorp, Småland    |       | 56.546131, 16.138160 | 10088300550001 | Ladda upp en bild av detta fornminne      |
| Voxtorp 55:2                      | Stensättning |              | Voxtorp, Småland    |       | 56.546481, 16.138294 | 10088300550002 | Ladda upp en bild av detta fornminne      |
| Voxtorp 56:1                      | Stensättning |              | Voxtorp, Småland    |       | 56.542750, 16.157629 | 10088300560001 | Ladda upp en bild av detta fornminne      |
| Voxtorp 56:2                      | Stensättning |              | Voxtorp, Småland    |       | 56.542899, 16.156986 | 10088300560002 | Ladda upp en bild av detta fornminne      |
| Voxtorp 57:1                      | Stensättning |              | Voxtorp, Småland    |       | 56.543710, 16.157549 | 10088300570001 | Ladda upp en bild av detta fornminne      |
| Voxtorp 57:2                      | Stensättning |              | Voxtorp, Småland    |       | 56.543581, 16.157211 | 10088300570002 | Ladda upp en bild av detta fornminne      |
| Voxtorp 60:1                      | Röse         |              | Voxtorp, Småland    |       | 56.533694, 16.153831 | 10088300600001 | Ladda upp en bild av detta fornminne      |
| Voxtorp 70:1                      | Stensättning |              | Voxtorp, Småland    |       | 56.530850, 16.125353 | 10088300700001 | Ladda upp en bild av detta fornminne      |
| Voxtorp 70:2                      | Stensättning |              | Voxtorp, Småland    |       | 56.530880, 16.125531 | 10088300700002 | Ladda upp en bild av detta fornminne      |
| Voxtorp 70:3                      | Stensättning |              | Voxtorp, Småland    |       | 56.530998, 16.125515 | 10088300700003 | Ladda upp en bild av detta fornminne      |
| Voxtorp 71:1                      | Stensättning |              | Voxtorp, Småland    |       | 56.532891, 16.124342 | 10088300710001 | Ladda upp en bild av detta fornminne      |
| Voxtorp 71:2                      | Stensättning |              | Voxtorp, Småland    |       | 56.533370, 16.124232 | 10088300710002 | Ladda upp en bild av detta fornminne      |
| Voxtorp 72:1                      | Stensättning |              | Voxtorp, Småland    |       | 56.532361, 16.123245 | 10088300720001 | Ladda upp en bild av detta fornminne      |
| Voxtorp 76:1                      | Stensättning |              | Voxtorp, Småland    |       | 56.530657, 16.123684 | 10088300760001 | Ladda upp en bild av detta fornminne      |
| Voxtorp 76:2                      | Stensättning |              | Voxtorp, Småland    |       | 56.530885, 16.123493 | 10088300760002 | Ladda upp en bild av detta fornminne      |
| Voxtorp 78:1                      | Minnesmärke  |              | Voxtorp, Småland    |       | 56.510249, 16.176406 | 10088300780001 | Ladda upp en bild av detta fornminne      |
| Voxtorp 84:1                      | Röse         |              | Voxtorp, Småland    |       | 56.526203, 16.141509 | 10088300840001 | Ladda upp en bild av detta fornminne      |
| Voxtorp 85:1                      | Stensättning |              | Voxtorp, Småland    |       | 56.529418, 16.120401 | 10088300850001 | Ladda upp en bild av detta fornminne      |
| Voxtorp 85:2                      | Stensättning |              | Voxtorp, Småland    |       | 56.529440, 16.120581 | 10088300850002 | Ladda upp en bild av detta fornminne      |
| Voxtorp 85:3                      | Stensättning |              | Voxtorp, Småland    |       | 56.529470, 16.120715 | 10088300850003 | Ladda upp en bild av detta fornminne      |
| Voxtorp 85:4                      | Stensättning |              | Voxtorp, Småland    |       | 56.529409, 16.120732 | 10088300850004 | Ladda upp en bild av detta fornminne      |
| Voxtorp 86:1                      | Stensättning |              | Voxtorp, Småland    |       | 56.529915, 16.118529 | 10088300860001 | Ladda upp en bild av detta fornminne      |
| Voxtorp 86:2                      | Stensättning |              | Voxtorp, Småland    |       | 56.529897, 16.118187 | 10088300860002 | Ladda upp en bild av detta fornminne      |
| Voxtorp 86:3                      | Stensättning |              | Voxtorp, Småland    |       | 56.530453, 16.118691 | 10088300860003 | Ladda upp en bild av detta fornminne      |
| Voxtorp 91:1                      | Gravfält     |              | Voxtorp, Småland    |       | 56.528648, 16.118801 | 10088300910001 | Ladda upp en bild av detta fornminne      |
| Voxtorp 92:1                      | Stensättning |              | Voxtorp, Småland    |       | 56.529140, 16.119414 | 10088300920001 | Ladda upp en bild av detta fornminne      |
| Voxtorp 94:1                      | Röse         |              | Voxtorp, Småland    |       | 56.519585, 16.149687 | 10088300940001 | Ladda upp en bild av detta fornminne      |
| Voxtorp 95:1                      | Stensättning |              | Voxtorp, Småland    |       | 56.518425, 16.147482 | 10088300950001 | Ladda upp en bild av detta fornminne      |
| Voxtorp 100:2                     | Hög          |              | Voxtorp, Småland    |       | 56.543713, 16.170174 | 10088301000002 | Ladda upp en bild av detta fornminne      |
| Voxtorp 119:2                     | Röse         |              | Voxtorp, Småland    |       | 56.529896, 16.149075 | 10088301190002 | Ladda upp en bild av detta fornminne      |
| Voxtorp 150:1                     | Röse         |              | Voxtorp, Småland    |       | 56.520834, 16.141155 | 10088301500001 | Ladda upp en bild av detta fornminne      |
| Voxtorp 151:1                     | Röse         |              | Voxtorp, Småland    |       | 56.519855, 16.141207 | 10088301510001 | Ladda upp en bild av detta fornminne      |
| Voxtorp 151:2                     | Stensättning |              | Voxtorp, Småland    |       | 56.519660, 16.140561 | 10088301510002 | Ladda upp en bild av detta fornminne      |
| Voxtorp 151:3                     | Hällristning |              | Voxtorp, Småland    |       | 56.519889, 16.141078 | 10088301510003 | Ladda upp en bild av detta fornminne      |
| Voxtorp 152:1                     | Stensättning |              | Voxtorp, Småland    |       | 56.517422, 16.141378 | 10088301520001 | Ladda upp en bild av detta fornminne      |
| Voxtorp 153:1                     | Stensättning |              | Voxtorp, Småland    |       | 56.516812, 16.141673 | 10088301530001 | Ladda upp en bild av detta fornminne      |

## Åby
| Namn      | Lämningstyp                 | Tillkomsttid | Historisk indelning | Plats | Läge                 | ID-nr          | Bild                                      |
| --------- | --------------------------- | ------------ | ------------------- | ----- | -------------------- | -------------- | ----------------------------------------- |
| Åby 1:1   | Röse                        |              | Åby, Småland        |       | 56.766584, 16.352157 | 10088700010001 | Ladda upp en bild av detta fornminne      |
| Åby 2:1   | Stensättning                |              | Åby, Småland        |       | 56.767860, 16.360016 | 10088700020001 | Ladda upp en bild av detta fornminne      |
| Åby 3:1   | Stensättning                |              | Åby, Småland        |       | 56.769831, 16.370638 | 10088700030001 | Ladda upp en bild av detta fornminne      |
| Åby 4:1   | Röse                        |              | Åby, Småland        |       | 56.797148, 16.325579 | 10088700040001 | Ladda upp en bild av detta fornminne      |
| Åby 5:1   | Röse                        |              | Åby, Småland        |       | 56.796136, 16.321278 | 10088700050001 | Ladda upp en bild av detta fornminne      |
| Åby 6:1   | Röse                        |              | Åby, Småland        |       | 56.795336, 16.318784 | 10088700060001 | Ladda upp en bild av detta fornminne      |
| Åby 6:2   | Röse                        |              | Åby, Småland        |       | 56.795712, 16.316716 | 10088700060002 | Ladda upp en bild av detta fornminne      |
| Åby 7:1   | Röse                        |              | Åby, Småland        |       | 56.795681, 16.312176 | 10088700070001 | Ladda upp en bild av detta fornminne      |
| Åby 8:1   | Röse                        |              | Åby, Småland        |       | 56.795275, 16.309290 | 10088700080001 | Ladda upp en bild av detta fornminne      |
| Åby 9:1   | Röse                        |              | Åby, Småland        |       | 56.792367, 16.313992 | 10088700090001 | Ladda upp en bild av detta fornminne      |
| Åby 15:1  | Stensättning                |              | Åby, Småland        |       | 56.757990, 16.285528 | 10088700150001 | Ladda upp en bild av detta fornminne      |
| Åby 15:2  | Stensättning                |              | Åby, Småland        |       | 56.757947, 16.285627 | 10088700150002 | Ladda upp en bild av detta fornminne      |
| Åby 17:1  | Stensättning                |              | Åby, Småland        |       | 56.777640, 16.260193 | 10088700170001 | Ladda upp en bild av detta fornminne      |
| Åby 17:2  | Stensättning                |              | Åby, Småland        |       | 56.777514, 16.260080 | 10088700170002 | Ladda upp en bild av detta fornminne      |
| Åby 17:3  | Stensättning                |              | Åby, Småland        |       | 56.777441, 16.259966 | 10088700170003 | Ladda upp en bild av detta fornminne      |
| Åby 33:1  | Grav markerad av sten/block |              | Åby, Småland        |       | 56.831535, 16.164888 | 10088700330001 | Ladda upp en bild av detta fornminne      |
| Åby 33:2  | Grav markerad av sten/block |              | Åby, Småland        |       | 56.831418, 16.165033 | 10088700330002 | Ladda upp en bild av detta fornminne      |
| Åby 33:3  | Stensättning                |              | Åby, Småland        |       | 56.831265, 16.165080 | 10088700330003 | Ladda upp en bild av detta fornminne      |
| Åby 34:1  | Stensättning                |              | Åby, Småland        |       | 56.829175, 16.167960 | 10088700340001 | Ladda upp en bild av detta fornminne      |
| Åby 39:1  | Röse                        |              | Åby, Småland        |       | 56.758137, 16.302032 | 10088700390001 | Ladda upp en bild av detta fornminne      |
| Åby 40:1  | Röse                        |              | Åby, Småland        |       | 56.760562, 16.302523 | 10088700400001 | Ladda upp en till bild av detta fornminne |
| Åby 41:1  | Röse                        |              | Åby, Småland        |       | 56.756302, 16.291786 | 10088700410001 | Ladda upp en bild av detta fornminne      |
| Åby 43:1  | Röse                        |              | Åby, Småland        |       | 56.757019, 16.266851 | 10088700430001 | Ladda upp en bild av detta fornminne      |
| Åby 44:1  | Röse                        |              | Åby, Småland        |       | 56.756753, 16.276514 | 10088700440001 | Ladda upp en bild av detta fornminne      |
| Åby 45:1  | Stensättning                |              | Åby, Småland        |       | 56.757264, 16.273877 | 10088700450001 | Ladda upp en bild av detta fornminne      |
| Åby 46:1  | Röse                        |              | Åby, Småland        |       | 56.780543, 16.276072 | 10088700460001 | Ladda upp en bild av detta fornminne      |
| Åby 47:1  | Stensättning                |              | Åby, Småland        |       | 56.775533, 16.267561 | 10088700470001 | Ladda upp en bild av detta fornminne      |
| Åby 49:1  | Stensättning                |              | Åby, Småland        |       | 56.760570, 16.269669 | 10088700490001 | Ladda upp en bild av detta fornminne      |
| Åby 50:1  | Röse                        |              | Åby, Småland        |       | 56.761994, 16.270960 | 10088700500001 | Ladda upp en bild av detta fornminne      |
| Åby 51:1  | Röse                        |              | Åby, Småland        |       | 56.762559, 16.268615 | 10088700510001 | Ladda upp en bild av detta fornminne      |
| Åby 51:2  | Stensättning                |              | Åby, Småland        |       | 56.762335, 16.268700 | 10088700510002 | Ladda upp en bild av detta fornminne      |
| Åby 52:1  | Röse                        |              | Åby, Småland        |       | 56.759912, 16.353273 | 10088700520001 | Ladda upp en bild av detta fornminne      |
| Åby 56:1  | Stensättning                |              | Åby, Småland        |       | 56.768115, 16.334758 | 10088700560001 | Ladda upp en bild av detta fornminne      |
| Åby 57:1  | Stensättning                |              | Åby, Småland        |       | 56.771232, 16.334845 | 10088700570001 | Ladda upp en bild av detta fornminne      |
| Åby 62:1  | Hällristning                |              | Åby, Småland        |       | 56.778127, 16.269395 | 10088700620001 | Ladda upp en bild av detta fornminne      |
| Åby 65:1  | Gravfält                    |              | Åby, Småland        |       | 56.762669, 16.264231 | 10088700650001 | Ladda upp en bild av detta fornminne      |
| Åby 66:1  | Gravfält                    |              | Åby, Småland        |       | 56.762393, 16.263030 | 10088700660001 | Ladda upp en bild av detta fornminne      |
| Åby 76:1  | Stensättning                |              | Åby, Småland        |       | 56.770683, 16.256893 | 10088700760001 | Ladda upp en bild av detta fornminne      |
| Åby 81:1  | Stensättning                |              | Åby, Småland        |       | 56.781607, 16.269531 | 10088700810001 | Ladda upp en bild av detta fornminne      |
| Åby 82:1  | Hällristning                |              | Åby, Småland        |       | 56.777501, 16.246473 | 10088700820001 | Ladda upp en bild av detta fornminne      |
| Åby 94:1  | Stensättning                |              | Åby, Småland        |       | 56.767617, 16.234923 | 10088700940001 | Ladda upp en bild av detta fornminne      |
| Åby 94:2  | Stensättning                |              | Åby, Småland        |       | 56.767527, 16.234826 | 10088700940002 | Ladda upp en bild av detta fornminne      |
| Åby 107:1 | Gravfält                    |              | Åby, Småland        |       | 56.764860, 16.266272 | 10088701070001 | Ladda upp en bild av detta fornminne      |
| Åby 108:1 | Röse                        |              | Åby, Småland        |       | 56.764145, 16.265507 | 10088701080001 | Ladda upp en bild av detta fornminne      |